# IV Convocatoria del Sóviet Supremo de la Unión Soviética
La IV Convocatoria del Sóviet Supremo de la Unión Soviética estuvo conformada por un total de 1347 diputados, elegidos el 14 de marzo de 1954.

## Composición
| Partido        | Sóviet de la Unión | Sóviet de las Nacionalidades | Total |
| -------------- | ------------------ | ---------------------------- | ----- |
| PCUS           | 565                | 485                          | 1050  |
| Independientes | 143                | 154                          | 297   |
| Total          | 708                | 639                          | 1347  |

### Liderazgo
- Presidente del Presídium del Sóviet Supremo: Kliment Voroshílov (PCUS)
- Presidente del Sóviet de la Unión: Aleksándr Volkov (PCUS), Pável Lobánov (PCUS)
- Presidente del Sóviet de las Nacionalidades: Vilis Lācis (PCUS)

## Sóviet de la Unión
| República                 | Distrito                    | Diputado                        |
| ------------------------- | --------------------------- | ------------------------------- |
| Krái de Altái             | Kámensk                     | Yevgeni Artémiev                |
| Krái de Altái             | Barnaúl                     | Nikolái Beliáyev                |
| Krái de Altái             | Rebrijinsk                  | Fiódor Grinko                   |
| Krái de Altái             | Bisk                        | Aleksándr Dinin                 |
| Krái de Altái             | Barnául                     | Pável Lóbanov                   |
| Krái de Altái             | Aleysk                      | Maria Panicheva                 |
| Krái de Altái             | Rubtsovsk                   | Vasili Popov                    |
| Krái de Altái             | Gorno-Altaisk               | Nikolái Soroka                  |
| Krái de Altái             | Slávgorod                   | Tatiana Tkachev                 |
| Óblast de Amur            | Skovorodinsk                | Stepan Ignátov                  |
| Óblast de Amur            | Kúibyshevsk                 | Arkadi Sobenin                  |
| Óblast de Amur            | Amur                        | Mijaíl Stupnikov                |
| Óblast de Arcángel        | Arcángel-Primorie           | Elizaveta Vashukova             |
| Óblast de Arcángel        | Nyandomsk                   | Nikolái Yedakin                 |
| Óblast de Arcángel        | Arcángel                    | Iván Latunov                    |
| Óblast de Arcángel        | Kotlassk                    | Valerián Frolov                 |
| RSS de Armenia            | Echmiadzin                  | Víktor Ambartsumián             |
| RSS de Armenia            | Leninakán                   | Astjik Arakelián                |
| RSS de Armenia            | Kotayk                      | Anton Kochinián                 |
| RSS de Armenia            | Kirovakán                   | Martirós Sarián                 |
| RSS de Armenia            | Ereván                      | Suren Tovmasián                 |
| Óblast de Arzamas         | Arzamas                     | Valentin Ososkov                |
| Óblast de Arzamas         | Lukoyanovsk                 | Praskovia Semiónova             |
| Óblast de Arzamas         | Sergachsk                   | Anatoli Skochilov               |
| Óblast de Arzamas         | Kulebatsk                   | Víktor Chistiákov               |
| Óblast de Astracán        | Astracán                    | Iván Ganenko                    |
| Óblast de Astracán        | Astracán                    | Piór Kuzmin                     |
| RSS de Azerbaiyán         | Bakú-Kírovsk                | Sabir Agayev                    |
| RSS de Azerbaiyán         | Lankaran                    | Ismaíl Allahiárli               |
| RSS de Azerbaiyán         | Najicheván                  | Ismaíl Askerov                  |
| RSS de Azerbaiyán         | Kirovabad                   | Nikolái Baibakov                |
| RSS de Azerbaiyán         | Bakú-Leninsk                | Musa Bairamov                   |
| RSS de Azerbaiyán         | Yevlaj                      | Gilas Verdieva                  |
| RSS de Azerbaiyán         | Sabirabad                   | Shamama Gasanova                |
| RSS de Azerbaiyán         | Nuja                        | Anatoli Guskov                  |
| RSS de Azerbaiyán         | Bakú-Stalinsk               | Mamed Iskenderov                |
| RSS de Azerbaiyán         | Jachmaz                     | Imam Mustafayev                 |
| RSS de Azerbaiyán         | Stepanakert                 | Issá Plíyev                     |
| Óblast de Balashov        | Jopior                      | Anatoli Borisenko               |
| Óblast de Balashov        | Borisoglebsk                | Iván Vorobiev                   |
| Óblast de Balashov        | Rtishchevsk                 | Anastasia Zenkina               |
| Óblast de Balashov        | Balashovsk                  | Aleksándr Trofímov              |
| RASS de Baskiria          | Beloretsk                   | Fiódor Vizgalov                 |
| RASS de Baskiria          | Ufimsk                      | Piótr Dementiev                 |
| RASS de Baskiria          | Chernikovsk                 | Nadezhda Zaytseva               |
| RASS de Baskiria          | Duvansk                     | Madina Zakirova                 |
| RASS de Baskiria          | Sterlitamak                 | Semión Ignátiev                 |
| RASS de Baskiria          | Meleuzovsky                 | Mijaíl Koshlyak                 |
| RASS de Baskiria          | Borsk                       | Stepan Kuvikin                  |
| RASS de Baskiria          | Yanaulsk                    | Valéi Nabiullin                 |
| RASS de Baskiria          | Beloretsk                   | Vladímir Nedospasov             |
| RASS de Baskiria          | Alsheyevsk                  | Dmitri Nésterov                 |
| RASS de Baskiria          | Tuymazinsk                  | Mazit Jasanov                   |
| Óblast de Bélgorod        | Staro-Oskol                 | Vasili Kislov                   |
| Óblast de Bélgorod        | Rakityansk                  | Grigori Kovalevski              |
| Óblast de Bélgorod        | Bélgorod                    | Anna Koshkina                   |
| Óblast de Bélgorod        | Valuysk                     | Mijaíl Krajmalev                |
| Óblast de Bélgorod        | Alekséievsk                 | Dmitri Sedakov                  |
| RSS de Bielorrusia        | Asipóvichy                  | Larisa Aleksándrovskaya         |
| RSS de Bielorrusia        | Vawkavysk                   | Fiódor Baranov                  |
| RSS de Bielorrusia        | Baránavichi                 | Mijaíl Baskakov                 |
| RSS de Bielorrusia        | Maladzyechna                | Elena Belskaya                  |
| RSS de Bielorrusia        | Mózyr                       | Alekséi Bondar                  |
| RSS de Bielorrusia        | Pastavy                     | Pável Borisov                   |
| RSS de Bielorrusia        | Navahrudak                  | Piótr Brovka                    |
| RSS de Bielorrusia        | Pastavy                     | Yákov Budko                     |
| RSS de Bielorrusia        | Rahachow                    | Zajar Golodushka                |
| RSS de Bielorrusia        | Lida                        | Piótr Kalinin                   |
| RSS de Bielorrusia        | Glybókaye                   | Kuzma Kiseliov                  |
| RSS de Bielorrusia        | Orsha                       | Anna Kovalenko                  |
| RSS de Bielorrusia        | Slutsk                      | Vasili Kozlov                   |
| RSS de Bielorrusia        | Grodno                      | Melania Kolenko                 |
| RSS de Bielorrusia        | Vítebsk                     | Nikita Korotkin                 |
| RSS de Bielorrusia        | Klímavichy                  | Gavrila Kotiásh                 |
| RSS de Bielorrusia        | Kobrinsky                   | Miron Krishtofóvich             |
| RSS de Bielorrusia        | Stoŭbtsy                    | Leonid Lubennikov               |
| RSS de Bielorrusia        | Drahičyn                    | Natalia Mayevskaya              |
| RSS de Bielorrusia        | Brest                       | Kirill Mazurov                  |
| RSS de Bielorrusia        | Borísov                     | Vladímir Máiboroda              |
| RSS de Bielorrusia        | Pinsk                       | Konstantín Matiúshevski         |
| RSS de Bielorrusia        | Goretski                    | Piótr Mashérov                  |
| RSS de Bielorrusia        | Lépiel                      | Vera Medvédeva                  |
| RSS de Bielorrusia        | Novogrúdok                  | Konstantín Mitskévich           |
| RSS de Bielorrusia        | Gómel                       | Vikenti Narbutóvich             |
| RSS de Bielorrusia        | Bobruisk                    | Kirill Orlovski                 |
| RSS de Bielorrusia        | Gómel                       | Anna Pankratova                 |
| RSS de Bielorrusia        | Minsk                       | Nikolái Patolichev              |
| RSS de Bielorrusia        | Pólatsk                     | Ksenia Pleshkovaya              |
| RSS de Bielorrusia        | Minsk                       | Máksim Sabúrov                  |
| RSS de Bielorrusia        | Moguilov                    | Serguéi Sikorski                |
| RSS de Bielorrusia        | Gómel                       | Fiódor Surganov                 |
| RSS de Bielorrusia        | Mózyr                       | Semión Timoshenko               |
| Óblast de Briansk         | Bezhitsk                    | Aleksándr Garmashev             |
| Óblast de Briansk         | Novozybkovsk                | Yákov Muzichenko                |
| Óblast de Briansk         | Briansk                     | Iván Nosenko                    |
| Óblast de Briansk         | Trubchevsk                  | Andréi Petruschenko             |
| Óblast de Briansk         | Karáchev                    | Aleksándr Petujov               |
| Óblast de Briansk         | Briansk                     | Andréi Redkin                   |
| Óblast de Briansk         | Klintsy                     | Yevdokia Savostiánova           |
| RASS Buriato-Mongola      | Ulán-Udé                    | Yevgeni Kurochkin               |
| RASS Buriato-Mongola      | Ulán-Udé                    | Aleksándr Jajalov               |
| RSS Carelo-Finesa         | Petrozavodsk                | Aleksándr Yegórov               |
| RSS Carelo-Finesa         | Kem                         | Kirill Meretskov                |
| Óblast de Cheliábinsk     | Cheliábinsk                 | Grigori Bezdomni                |
| Óblast de Cheliábinsk     | Magnitogorsk                | Aleksándr Borísov               |
| Óblast de Cheliábinsk     | Kopeysk                     | Nina Volkova                    |
| Óblast de Cheliábinsk     | Cheliábinsk-Leninsk         | Nikolái Láptev                  |
| Óblast de Cheliábinsk     | Cheliábinsk-Stalinsk        | Semión Skachkov                 |
| Óblast de Cheliábinsk     | Miass                       | Piótr Tarásov                   |
| Óblast de Cheliábinsk     | Zlatoustovsk                | Mijaíl Shafenkov                |
| Óblast de Cheliábinsk     | Troitsk                     | Spiridon Shepetko               |
| Óblast de Chkalovsk       | Buzuluk                     | Pável Belov                     |
| Óblast de Chkalovsk       | Buguruslansk                | Aleksándr Zhúkov                |
| Óblast de Chkalovsk       | Orsk                        | Maria Ozertsova                 |
| Óblast de Chkalovsk       | Chkalovsk                   | Pável Korchagin                 |
| Óblast de Chkalovsk       | Soróchinsk                  | Semión Manakov                  |
| Óblast de Chkalovsk       | Soróchinsk                  | Aleksándr Fadéyev               |
| Óblast de Chkalovsk       | Chkalovsk                   | Grigori Chumakov                |
| Óblast de Cherkasy        | Cherkasy                    | Boris Voltovski                 |
| Óblast de Cherkasy        | Umansk                      | Fiódor Dubkovetski              |
| Óblast de Cherkasy        | Zvenígorod                  | Yuri Kovrnik                    |
| Óblast de Cherkasy        | Zolotonosha                 | Evdokia Kirichenko              |
| Óblast de Cherkasy        | Smiliansk                   | Vasili Chuikov                  |
| Óblast de Chernígov       | Snovsk                      | Nikolái Brediuk                 |
| Óblast de Chernígov       | Nezhinskii                  | Wanda Wasilewska                |
| Óblast de Chernígov       | Chernígov                   | Andréi Gerasimenko              |
| Óblast de Chernígov       | Prilutsk                    | Vasili Márkov                   |
| Óblast de Chernígov       | Bájmach                     | Melania Ostapenko               |
| Óblast de Chernígov       | Nóvgorod-Síversky           | Mijaíl Roginets                 |
| Óblast de Chernivtsí      | Chernivtsí                  | Stepanida Varnitskaya           |
| Óblast de Chernivtsí      | Jotín                       | Vasili Velichko                 |
| Óblast de Chernivtsí      | Chernivtsí                  | Iván Kompanets                  |
| Óblast de Chitá           | Chitá                       | Gennadi Vóronov                 |
| Óblast de Chitá           | Karimsk                     | Avgusta Kapitonova              |
| Óblast de Chitá           | Chitá                       | Evodia Poliákova                |
| Óblast de Chitá           | Sretensk                    | Iván Soloviev                   |
| Óblast de Chitá           | Borzensk                    | Yefim Trotsenko                 |
| RASS de Chuvasia          | Kanash                      | Varsonofi Alekséyev             |
| RASS de Chuvasia          | Alátyr                      | Timoféi Ajazov                  |
| RASS de Chuvasia          | Shumerlinsk                 | Serguéi Korotkov                |
| RASS de Chuvasia          | Cheboksary                  | Nadezhda Filippova              |
| Óblast de Crimea          | Kerch                       | Maria Brintseva                 |
| Óblast de Crimea          | Sebastopol                  | Serguéi Gorshkov                |
| Óblast de Crimea          | Simferópol                  | Aleksándr Ostri                 |
| Óblast de Crimea          | Simferópol                  | Vladímir Kositski               |
| Óblast de Crimea          | Simferópol                  | Dmitri Poliánski                |
| RASS de Daguestán         | Derbent                     | Tair Alímov                     |
| RASS de Daguestán         | Majachkalá                  | Abdurajman Daniyálov            |
| RASS de Daguestán         | Buynaksk                    | Magomed Medzhidov               |
| Óblast de Dnipropetrovsk  | Dniprodzerzhynsk            | Pável Yeroshkin                 |
| Óblast de Dnipropetrovsk  | Oktyabrskiy                 | Andréi Kirilenko                |
| Óblast de Dnipropetrovsk  | Synelnykove                 | Iván Kovalenko                  |
| Óblast de Dnipropetrovsk  | Piatijatki                  | Nadezhda Marchenko              |
| Óblast de Dnipropetrovsk  | Moskovsk                    | Alekséi Rumiántsev              |
| Óblast de Dnipropetrovsk  | Krivói Rog                  | Alekséi Semivolos               |
| Óblast de Dnipropetrovsk  | Leninsk                     | Nina Strelnikova                |
| Óblast de Dnipropetrovsk  | Synelnykove                 | Stepan Tarásov                  |
| Óblast de Dnipropetrovsk  | Nikopol                     | Iván Tevosián                   |
| Óblast de Drohóbych       | Raión de Staryi Sambir      | Dmitri Gapi                     |
| Óblast de Drohóbych       | Drohóbych                   | Yevstaji Grinchak               |
| Óblast de Drohóbych       | Sambir                      | Aleksándr Sabúrov               |
| Óblast de Drohóbych       | Stryi                       | Iván Chernelevski               |
| RSS de Estonia            | Tallin                      | Arnold Gren                     |
| RSS de Estonia            | Tartu                       | Johan Eichfeld                  |
| RSS de Estonia            | Tallin                      | Johannes Käbin                  |
| RSS de Estonia            | Pärnu                       | Nikolái Jarlámov                |
| RSS de Georgia            | Bordzhomi                   | Alekséi Antónov                 |
| RSS de Georgia            | Sujumi                      | Gueorgui Gegeshidze             |
| RSS de Georgia            | Batumi                      | Givi Dzhavajishvili             |
| RSS de Georgia            | Gori                        | Maria Dzhojadze                 |
| RSS de Georgia            | Samtredia                   | Alekséi Innauri                 |
| RSS de Georgia            | Kutais                      | Rusudana Kajadze                |
| RSS de Georgia            | Telavi                      | Parten Kemoklidze               |
| RSS de Georgia            | Tiflis                      | Vasili Mzhavanadze              |
| RSS de Georgia            | Chiatura                    | Tamara Modebadze                |
| RSS de Georgia            | Poti                        | Nikolái Musjelishvili           |
| RSS de Georgia            | Tiflis-Kalininsk            | Mijaíl Pervujin                 |
| RSS de Georgia            | Tiflis-Stalinsk             | Gavrila Sujin                   |
| Óblast de Gorki           | Semionovsk                  | Iván Yemeliánov                 |
| Óblast de Gorki           | Gorki-Stalinsk              | Arkadi Milnikov                 |
| Óblast de Gorki           | Pavlovsk                    | Alekséi Salanov                 |
| Óblast de Gorki           | Urensk                      | Zinaida Siromiátnikova          |
| Óblast de Gorki           | Gorki-Leninsk               | Dmitri Smirnov                  |
| Óblast de Gorki           | Dzerzhinsk                  | Serguéi Tijomírov               |
| Óblast de Gorki           | Kstovsk                     | Aleksándr Torsukov              |
| Óblast de Gorki           | Gorki-Sverdlovsk            | Aleksándr Yákovlev              |
| Óblast de Grozni          | Grozni                      | Iván Zhegalin                   |
| Óblast de Grozni          | Grozni                      | Gueorgui Kovalenko              |
| Óblast de Irkutsk         | Irkutsk                     | Aleksándr Burdakov              |
| Óblast de Irkutsk         | Angarsk                     | Semión Burdakov                 |
| Óblast de Irkutsk         | Cheremkhovsk                | Iván Voloshin                   |
| Óblast de Irkutsk         | Irkutsk                     | Boris Kobelev                   |
| Óblast de Irkutsk         | Tulunsk                     | Klavdia Kurzibova               |
| Óblast de Irkutsk         | Tayshetsk                   | Aleksándr Timoféyev             |
| Óblast de Irkutsk         | Irkutsk                     | Alekséi Jvorostujin             |
| Óblast de Ivánovo         | Víchuga                     | Fiódor Kaznov                   |
| Óblast de Ivánovo         | Ivánovo                     | Anna Kucherova                  |
| Óblast de Ivánovo         | Shuysk                      | Anatoli Máltsev                 |
| Óblast de Ivánovo         | Kíneshma                    | Nina Popova                     |
| Óblast de Ivánovo         | Teykovsk                    | Fiódor Titov                    |
| Krái de Jabárovsk         | Jabárovsk                   | Averski Aristov                 |
| Krái de Jabárovsk         | Nizhne-Amurskaya            | Iván Denekin                    |
| Krái de Jabárovsk         | Kamchatka                   | Iván Malyakin                   |
| Krái de Jabárovsk         | Komsomolsk                  | Iliá Slepko                     |
| Krái de Jabárovsk         | Jabárovsk                   | Nadezhda Chernoyarova           |
| Óblast de Járkov          | Járkov-Dzerzhinski          | Nikolái Barabashov              |
| Óblast de Járkov          | Járkov                      | Piótr Beskrovnov                |
| Óblast de Járkov          | Izyumsk                     | Mijaíl Yevséyev                 |
| Óblast de Járkov          | Járkov                      | Vasili Isakov                   |
| Óblast de Járkov          | Járkov-Leninsk              | Nikofor Kalchenko               |
| Óblast de Járkov          | Krasnograd                  | Inessa Rudenko                  |
| Óblast de Járkov          | Bogodujiv                   | Ekaterina Tverdojleb            |
| Óblast de Járkov          | Járkov-Krasnozavodskoi      | Vitali Titov                    |
| Óblast de Járkov          | Kupiansk                    | Stepan Yaroshenko               |
| Óblast de Jersón          | Kajovsk                     | Vladímir Druzhinin              |
| Óblast de Jersón          | Novo-Troitsk                | Grigori Litovchenko             |
| Óblast de Jersón          | Jersón                      | Maria Titenko                   |
| Óblast de Jmelnytsky      | Kamenets-Podolski           | Vasili Begma                    |
| Óblast de Jmelnytsky      | Shepetivka                  | Semión Budionni                 |
| Óblast de Jmelnytsky      | Starokonstantinov           | Nikolái Gureyev                 |
| Óblast de Jmelnytsky      | Jmelnitsky                  | Yuri Dudin                      |
| Óblast de Jmelnytsky      | Jmelnitsky                  | Maria Leskova                   |
| Óblast de Jmelnytsky      | Gorodotsk                   | Nikolái Podolski                |
| Óblast de Jmelnytsky      | Staro-Konstantínovsk        | Mijaíl Slon                     |
| RASS de Kabardia          | Kabardia                    | Vasili Babich                   |
| Óblast de Kalinin         | Vishnevolotsk               | Tatiana Antropova               |
| Óblast de Kalinin         | Kashinsk                    | Alekséi Belov                   |
| Óblast de Kalinin         | Kalinin                     | Maria Volkonskaya               |
| Óblast de Kalinin         | Lijoslavsk                  | Tatiana Zuyeva                  |
| Óblast de Kalinin         | Kalinin                     | Víktor Kiselev                  |
| Óblast de Kalinin         | Rzhevsk                     | Aleksándr Pokryshkin            |
| Óblast de Kalinin         | Bezhetsk                    | Aleksandra Timina               |
| Óblast de Kalinin         | Novotorgsk                  | Vera Fabristova                 |
| Óblast de Kaliningrado    | Cherniajovski               | Pável Batov                     |
| Óblast de Kaliningrado    | Kaliningrado                | Valentina Biriukova             |
| Óblast de Kaliningrado    | Kaliningrado                | Vasili Chernishev               |
| Óblast de Kaluga          | Kírovsk                     | Alekséi Yegórov                 |
| Óblast de Kaluga          | Sujinitsk                   | Serguéi Postovalov              |
| Óblast de Kaluga          | Kaluga                      | Anastasia Sídorova              |
| Óblast de Kámensk         | Shájtinski                  | Aleksándr Gritsenko             |
| Óblast de Kámensk         | Shájtinski                  | Yefim Dujanin                   |
| Óblast de Kámensk         | Kámensk                     | Gueorgui Enyutin                |
| Óblast de Kámensk         | Millerovsk                  | Tatiana Sosnovaya               |
| RSS de Kazajistán         | Chuy                        | Galina Adamenko                 |
| RSS de Kazajistán         | Zhambyl                     | Turebái Akbuzov                 |
| RSS de Kazajistán         | Shymkent                    | Tolish Asilbekova               |
| RSS de Kazajistán         | Semipalátinsk               | Zhamalkan Barlikpayeva          |
| RSS de Kazajistán         | Alma-Ata                    | Leonid Brézhnev                 |
| RSS de Kazajistán         | Pavlodar                    | Malik Gabdullin                 |
| RSS de Kazajistán         | Petropavlovsk               | Vladímir Gubin                  |
| RSS de Kazajistán         | Turquestán                  | Tattigul Doszhanova             |
| RSS de Kazajistán         | Akmola                      | Nikolái Yelagin                 |
| RSS de Kazajistán         | Molotovsk                   | Nikolái Zhurin                  |
| RSS de Kazajistán         | Ust-Kamenogorsk             | Mijaíl Inyushin                 |
| RSS de Kazajistán         | Oral                        | Fazil Karibzhanov               |
| RSS de Kazajistán         | Karagandá                   | Adam Koitasbayev                |
| RSS de Kazajistán         | Kostanái                    | Kalibek Kuanishpayev            |
| RSS de Kazajistán         | Kzyl-Orda                   | Dinmujamed Kunáyev              |
| RSS de Kazajistán         | Shymkent                    | Piótr Lomako                    |
| RSS de Kazajistán         | Taldy-Korgán                | Kamalia Mukanova                |
| RSS de Kazajistán         | Alma-Ata                    | Alekséi Nekliudov               |
| RSS de Kazajistán         | Leninsk                     | Zaure Omarova                   |
| RSS de Kazajistán         | Aktobé                      | Abdijamit Sembayev              |
| RSS de Kazajistán         | Kokshetau                   | Tuleu Suléimenov                |
| RSS de Kazajistán         | Zaysan                      | Elubái Taibekov                 |
| RSS de Kazajistán         | Guriev                      | Umar Tuleshev                   |
| RSS de Kazajistán         | Karagandá                   | Serguéi Yákovlev                |
| Óblast de Kémerovo        | Prokópevsk                  | Vladímir Vorobiev               |
| Óblast de Kémerovo        | Kémerovo                    | Mijaíl Gusev                    |
| Óblast de Kémerovo        | Kiselevsk                   | Nina Ivanchenkova               |
| Óblast de Kémerovo        | Léninsk-Kuznetski           | Elizaveta Karpentseva           |
| Óblast de Kémerovo        | Osinnikovskii               | Vladímir Kozhevin               |
| Óblast de Kémerovo        | Mariinsk                    | Piótr Morózov                   |
| Óblast de Kémerovo        | Stalinsk                    | Mijaíl Priválov                 |
| Óblast de Kémerovo        | Anzhero-Súdzhensk           | Vasili Saveliev                 |
| Óblast de Kiev            | Kiev                        | Stepanida Vyshtak               |
| Óblast de Kiev            | Belotserkovsk               | Grigori Grishko                 |
| Óblast de Kiev            | Kiev-Mólotovsk              | Praskovia Gusiátnikova          |
| Óblast de Kiev            | Kiev-Leninsk                | Alekséi Kirichenko              |
| Óblast de Kiev            | Pereiaslav-Jmelnitski       | Aleksandr Korneichuk            |
| Óblast de Kiev            | Boguslavsk                  | María Lysenko                   |
| Óblast de Kiev            | Kiev-Kaganovitsk            | Mijaíl Sinitsa                  |
| Óblast de Kiev            | Dímer                       | Iván Stafichuk                  |
| RSS de Kirguistán         | Frunze                      | Kazi Dikambayev                 |
| RSS de Kirguistán         | Tian-Shian                  | Zurakan Imankalikova            |
| RSS de Kirguistán         | Kyzyl-Kiya                  | Vera Lyashchenko                |
| RSS de Kirguistán         | Osh                         | Isjak Razzakov                  |
| RSS de Kirguistán         | Jalal-Abad                  | Tugelbái Sidikbekov             |
| RSS de Kirguistán         | Frunze                      | Abdi Suyerkulov                 |
| Óblast de Kírov           | Yaransk                     | Anfisa Vaseneva                 |
| Óblast de Kírov           | Kírov                       | Nikolái Klyukin                 |
| Óblast de Kírov           | Sovetsk                     | Iván Koscheyev                  |
| Óblast de Kírov           | Slobodskoy                  | Gueorgui Orlov                  |
| Óblast de Kírov           | Malmyzhsk                   | Aleksándr Pcheliákov            |
| Óblast de Kírov           | Kírov                       | Iván Safránov                   |
| Óblast de Kírov           | Kotelnitsk                  | Anna Shabalina                  |
| Óblast de Kírov           | Omutninsk                   | Evdokia Shaligina               |
| Óblast de Kirovgrado      | Známenski                   | Maria Vakulenko                 |
| Óblast de Kirovgrado      | Aleksandrisk                | Iván Gorovetski                 |
| Óblast de Kirovgrado      | Novoukrainsk                | Vladímir Matskévich             |
| Óblast de Kirovgrado      | Kirovgrado                  | Leonti Naydek                   |
| RASS de Komi              | Pechora                     | Stepan Degtev                   |
| RASS de Komi              | Siktivkar                   | Gueorgui Ósipov                 |
| Óblast de Kostromá        | Sharyinsk                   | Aleksandra Yevdokimova          |
| Óblast de Kostromá        | Kostromá                    | Agnia Koneva                    |
| Óblast de Kostromá        | Galitsk                     | Dmitri Sumtsov                  |
| Óblast de Kostromá        | Buysk                       | Stanislav Shteyman              |
| Krái de Krasnodar         | Tuapsé                      | Valentina Apollova              |
| Krái de Krasnodar         | Slaviánsk                   | Vasili Golovchenko              |
| Krái de Krasnodar         | Maikop                      | Vasili Kochergov                |
| Krái de Krasnodar         | Yeisk                       | Boris Petujov                   |
| Krái de Krasnodar         | Labinsk                     | Piótr Svechnikov                |
| Krái de Krasnodar         | Tijoretsk                   | Natalia Svinoreva               |
| Krái de Krasnodar         | Novorosíisk                 | Víktor Súslov                   |
| Krái de Krasnodar         | Kropotkinsk                 | Nikolái Trofimenkov             |
| Krái de Krasnodar         | Krasnodar                   | Olga Joruzhenko                 |
| Krái de Krasnodar         | Armavir                     | Iván Shatski                    |
| Krái de Krasnodar         | Timashovsk                  | Boris Shipilov                  |
| Krái de Krasnoyarsk       | Kansk                       | Piótr Antrópov                  |
| Krái de Krasnoyarsk       | Áchinsk                     | Maria Vorobieva                 |
| Krái de Krasnoyarsk       | Minusinsk                   | Artem Krizko                    |
| Krái de Krasnoyarsk       | Taimiria                    | Jristofor Mijáilov              |
| Krái de Krasnoyarsk       | Krasnoyarsk                 | Mitrofán Nedelin                |
| Krái de Krasnoyarsk       | Uyarsk                      | Nikolái Organov                 |
| Krái de Krasnoyarsk       | Yeniseysk                   | Vasili Sóbolev                  |
| Krái de Krasnoyarsk       | Abakán                      | Semión Chérnikov                |
| Óblast de Kúibyshev       | Kírovsk                     | Aleksándr Beliánski             |
| Óblast de Kúibyshev       | Chapayevsk                  | Mijaíl Yefrémov                 |
| Óblast de Kúibyshev       | Syzran                      | Vasili Kuznetsov                |
| Óblast de Kúibyshev       | Sergeevsk                   | Serguéi Petrujin                |
| Óblast de Kúibyshev       | Kúibyshev                   | Anna Petriáyeva                 |
| Óblast de Kúibyshev       | Kinelsk                     | Anna Shadrina                   |
| Óblast de Kurgán          | Kurgán                      | Gueorgui Denísov                |
| Óblast de Kurgán          | Shádrinsk                   | Terenti Maltsev                 |
| Óblast de Kurgán          | Shumijinsk                  | Elizaveta Svinina               |
| Óblast de Kursk           | Dmitrievsk                  | Taisia Arjípova                 |
| Óblast de Kursk           | Kursk                       | Gueorgui Gladilin               |
| Óblast de Kursk           | Kastorensk                  | Leonid Yefrémov                 |
| Óblast de Kursk           | Oboyansk                    | Fiódor Kopilov                  |
| Óblast de Kursk           | Lgovsk                      | Anna Feitsarenko                |
| Óblast de Kursk           | Shchigrovsk                 | Semión Cherepujin               |
| Óblast de Leningrado      | Vóljov                      | Gueorgui Vorobiev               |
| Óblast de Leningrado      | Vyborgskiy                  | Iliá Gavrílov                   |
| Óblast de Leningrado      | Leningrado                  | Elizaveta Yegorova              |
| Óblast de Leningrado      | Kingisepp                   | Serguéi Selivertsov             |
| Óblast de Leningrado      | Gátchina                    | Elizaveta Tsvetkovaya           |
| Óblast de Leningrado      | Lodeynopolsk                | Nikolái Cherkasov               |
| Ciudad de Leningrado      | Petrogradsk                 | Varvara Balakina                |
| Ciudad de Leningrado      | Sverdlovsk                  | Iván Berezhkov                  |
| Ciudad de Leningrado      | Kírovsk                     | Kliment Voroshílov              |
| Ciudad de Leningrado      | Nevsk                       | Iván Zamchevski                 |
| Ciudad de Leningrado      | Smolninskoye                | Frol Kozlov                     |
| Ciudad de Leningrado      | Zhdanovsk                   | Piótr Ladanov                   |
| Ciudad de Leningrado      | Moskov                      | Aleksándr Lébedev               |
| Ciudad de Leningrado      | Frunzensk                   | Nikolái Smirnov                 |
| Ciudad de Leningrado      | Oktiábrsk                   | Vasili Soloviov-Sedoi           |
| Ciudad de Leningrado      | Dzerzhinsk                  | Nikolái Tíjonov                 |
| Ciudad de Leningrado      | Kalininsk                   | Yuli Jaritón                    |
| Óblast de Leópolis        | Leópolis                    | Grigori Kiyak                   |
| Óblast de Leópolis        | Brodovsk                    | Piótr Kozlanyuk                 |
| Óblast de Leópolis        | Horodok                     | Iván Kónev                      |
| Óblast de Leópolis        | Leópolis                    | Semión Stefanik                 |
| Óblast de Leópolis        | Zólochiv                    | Amvrosi Shevchuk                |
| RSS de Letonia            | Cēsis                       | Anna Sakse                      |
| RSS de Letonia            | Jelgava                     | Iván Bagramián                  |
| RSS de Letonia            | Leninsk                     | Andréi Vyshinski                |
| RSS de Letonia            | Rēzekne                     | Karl Voltman                    |
| RSS de Letonia            | Daugavpils                  | Iliá Ehrenburg                  |
| RSS de Letonia            | Stalinsk                    | Jānis Kalnbērziņš               |
| RSS de Letonia            | Kuldīga                     | Jānis Ostrov                    |
| RSS de Letonia            | Leninsk                     | Elena Silina                    |
| Óblast de Lípetsk         | Usmansk                     | Konstantín Zhúkov               |
| Óblast de Lípetsk         | Lípetsk                     | Piótr Kozlov                    |
| Óblast de Lípetsk         | Chaplyginsk                 | Nikolái Pashkin                 |
| Óblast de Lípetsk         | Yelets                      | Anastasia Shepeleva             |
| RSS de Lituania           | Šiauliai                    | Boleslovas Baranauskas          |
| RSS de Lituania           | Telšiai                     | Arseni Golovkó                  |
| RSS de Lituania           | Utena                       | Aleksandras Gudaitis Guzevičius |
| RSS de Lituania           | Klaipėda                    | Ivanas Žiburkus                 |
| RSS de Lituania           | Marijampolė                 | Maria Kaunaite                  |
| RSS de Lituania           | Vilna                       | Vladímir Kruzhkov               |
| RSS de Lituania           | Kaunas                      | Juozas Matulis                  |
| RSS de Lituania           | Panevėžys                   | Antanas Sniečkus                |
| RSS de Lituania           | Rokiškis                    | Jonas Chulada                   |
| RSS de Lituania           | Alytus                      | Motejus Šumauskas               |
| Óblast de Magadán         | Magadán                     | Tijón Ababkov                   |
| RASS de Mari              | Sernursk                    | Anisia Bespalova                |
| RASS de Mari              | Yoshkar-Olá                 | Piótr Temereshev                |
| Óblast de Mikolaiv        | Bashtanka                   | Daria Demchishina               |
| Óblast de Mikolaiv        | Mikolaiv                    | Piótr Kuvshinov                 |
| Óblast de Mikolaiv        | Voznesenski                 | Andréi Malenkon                 |
| RSS de Moldavia           | Soroca                      | Gueorgui Antosyak               |
| RSS de Moldavia           | Orgeyevsk                   | Alekséi Zheltov                 |
| RSS de Moldavia           | Kishinevsk                  | Elizaveta Kiseleva              |
| RSS de Moldavia           | Bender                      | Iósif Mordoveț                  |
| RSS de Moldavia           | Cahul                       | Elena Nekulsiana                |
| RSS de Moldavia           | Bălți                       | Zinovie Serdiuk                 |
| RSS de Moldavia           | Bălți                       | Iván Stoyko                     |
| RSS de Moldavia           | Kishinevski                 | Boris Tanasevski                |
| RSS de Moldavia           | Tiráspol                    | Fiódor Yalovenko                |
| Óblast de Mólotov         | Kízel                       | Dmitri Grigorenko               |
| Óblast de Mólotov         | Osinsk                      | Natalia Mojova                  |
| Óblast de Mólotov         | Komi-Permiakia              | Innokenti Nikolski              |
| Óblast de Mólotov         | Kungursk                    | Nikolái Pegov                   |
| Óblast de Mólotov         | Voroshílovsk                | Nikolái Psurtsev                |
| Óblast de Mólotov         | Stalinsk                    | Aleksándr Struyev               |
| Óblast de Mólotov         | Mólotov                     | Serafima Frolova                |
| Óblast de Mólotov         | Chusovói                    | Ignat Churin                    |
| RASS de Mordovia          | Saransk                     | Vasili Zakurdayev               |
| RASS de Mordovia          | Krasnosobodsk               | Pável Kokorev                   |
| RASS de Mordovia          | Ruzayevsk                   | Vasili Kuznetsov                |
| RASS de Mordovia          | Ardatovsk                   | Zinaida Malysheva               |
| Óblast de Moscú           | Mozhaisk                    | Yekaterina Avisiévich           |
| Óblast de Moscú           | Noguinsk                    | Liúbov Ananyeva                 |
| Óblast de Moscú           | Kashirsk                    | Aleksándr Vólkov                |
| Óblast de Moscú           | Kolómenskoye                | Fiódor Generalov                |
| Óblast de Moscú           | Oréjovo-Zúyevo              | Víktor Grishin                  |
| Óblast de Moscú           | Dmitrovsk                   | Iván Yegórov                    |
| Óblast de Moscú           | Balashija                   | Alekséi Zhuravlev               |
| Óblast de Moscú           | Mytishchinsk                | Nikolái Ignátov                 |
| Óblast de Moscú           | Kuntsevo                    | Vasili Konotop                  |
| Óblast de Moscú           | Yegoryevsk                  | Klavdia Kuligina                |
| Óblast de Moscú           | Zagorsk                     | Leonid Leónov                   |
| Óblast de Moscú           | Mytishchinsk                | Iván Lijachev                   |
| Óblast de Moscú           | Kuntsevsk                   | Viacheslav Malyshev             |
| Óblast de Moscú           | Podolsk                     | Liudmilla Matveyeva             |
| Óblast de Moscú           | Volokolamsk                 | Kiril Moskalenko                |
| Óblast de Moscú           | Stalinogorsk                | Dmitri Onika                    |
| Óblast de Moscú           | Leninsk                     | Aleksándr Petrov                |
| Óblast de Moscú           | Rámenskoye                  | Nikolái Puzanchikov             |
| Óblast de Moscú           | Ujtomsk                     | Boris Samsónov                  |
| Óblast de Moscú           | Serpujovsk                  | Maria Sokolova                  |
| Óblast de Moscú           | Klinsk                      | Agafia Timofeyeva               |
| Ciudad de Moscú           | Leninsk                     | Aleksándr Bakulev               |
| Ciudad de Moscú           | Oktyabrsk                   | Pável Býkov                     |
| Ciudad de Moscú           | Dzerzhinsk                  | Víktor Blazhenov                |
| Ciudad de Moscú           | Frunzensk                   | Nikolái Bobrovníkov             |
| Ciudad de Moscú           | Krasnopresnenskaya          | Iván Kapitonov                  |
| Ciudad de Moscú           | Stalinsk                    | Mijaíl Komarov                  |
| Ciudad de Moscú           | Sokolnitsk                  | Zinaida Lebedeva                |
| Ciudad de Moscú           | Leningradsk                 | Gueorgui Malenkov               |
| Ciudad de Moscú           | Frunzensk                   | Yekaterina Martiánova           |
| Ciudad de Moscú           | Kievsk                      | Nikolái Mijáilov                |
| Ciudad de Moscú           | Mólotovsk                   | Viacheslav Mólotov              |
| Ciudad de Moscú           | Sovetsk                     | Aleksandr Nesmeyánov            |
| Ciudad de Moscú           | Sverdlovsk                  | Alla Tarasova                   |
| Ciudad de Moscú           | Kúibyshevsk                 | Yekaterina Furtseva             |
| Ciudad de Moscú           | Kalininsk                   | Nikita Jrushchov                |
| Ciudad de Moscú           | Scherbakovsk                | Nikolái Tsitsin                 |
| Ciudad de Moscú           | Kírovsk                     | Aleksándr Chutkij               |
| Ciudad de Moscú           | Zhdánovsk                   | Iván Shirkov                    |
| Ciudad de Moscú           | Moskvoretsk                 | Mijaíl Yasnov                   |
| Óblast de Múrmansk        | Múrmansk                    | Andréi Maklakov                 |
| Óblast de Múrmansk        | Kandalakshsk                | Vasili Prokófiev                |
| Óblast de Nóvgorod        | Borovitsk                   | Grigori Máksimov                |
| Óblast de Nóvgorod        | Starorussk                  | Klavdia Nikoláyeva              |
| Óblast de Nóvgorod        | Nóvgorod                    | Terenti Shtikov                 |
| Óblast de Novosibirsk     | Novosibirsk Central         | Lidia Alekséyeva                |
| Óblast de Novosibirsk     | Novosibirsk-Kírovsk         | Dmitri Zhimerin                 |
| Óblast de Novosibirsk     | Barabinsk                   | Aleksándr Ovsiánnikov           |
| Óblast de Novosibirsk     | Berdsk                      | Anna Ojalina                    |
| Óblast de Novosibirsk     | Kupinsk                     | Nikolái Pújov                   |
| Óblast de Novosibirsk     | Novosibirsk                 | Pável Sholkin                   |
| Óblast de Novosibirsk     | Tarsk                       | Iván Yákovlev                   |
| Óblast de Odesa           | Pervomaisk                  | Kuzma Galitski                  |
| Óblast de Odesa           | Kotovsk                     | Alekséi Epíshev                 |
| Óblast de Odesa           | Odesa-Voroshílovsk          | Elena Kozlova                   |
| Óblast de Odesa           | Odesa-Leninsk               | Nikolái Legki                   |
| Óblast de Odesa           | Odesa                       | Trofim Lysenko                  |
| Óblast de Odesa           | Izmaíl                      | Semión Nóvikov                  |
| Óblast de Odesa           | Andreevo-Ivanovsk           | Makar Posmetni                  |
| Óblast de Odesa           | Bilhorod-Dnistrovsky        | Valentina Pojilenko             |
| Óblast de Omsk            | Omsk                        | Mijaíl Demidenko                |
| Óblast de Omsk            | Nazyvayevsk                 | Aleksándr Kiziúrin              |
| Óblast de Omsk            | Tarsk                       | Taisia Korsakova                |
| Óblast de Omsk            | Omsk-Mólotovsk              | Boris Krasenkov                 |
| Óblast de Omsk            | Omsk-Tsentraln              | Iván Lébedev                    |
| Óblast de Omsk            | Uliánovsk                   | Varvara Ralchenko               |
| Óblast de Oriol           | Oriol                       | Fiódor Vasíliev                 |
| Óblast de Oriol           | Arlovsk                     | Yefrosinia Tazenkova            |
| Óblast de Oriol           | Verjovsk                    | Iván Filatov                    |
| Óblast de Oriol           | Livensk                     | Pável Yudin                     |
| RASS de Osetia del Norte  | Osetia del Norte            | Vladímir Agkatsev               |
| Óblast de Penza           | Penza                       | Iván Aleksándrov                |
| Óblast de Penza           | Kuznetsk                    | Serguéi Butuzov                 |
| Óblast de Penza           | Nizhnelomovsk               | Vera Gudkova                    |
| Óblast de Penza           | Serdobsk                    | Pável Dubinkin                  |
| Óblast de Penza           | Penza                       | Fiódor Kulakov                  |
| Óblast de Poltava         | Poltava                     | Timoféi Gayevói                 |
| Óblast de Poltava         | Kremenchuk                  | Serguéi Zhuk                    |
| Óblast de Poltava         | Pyriatyn                    | Alekséi Koval                   |
| Óblast de Poltava         | Mirgorodsk                  | Aleksándr Palladin              |
| Óblast de Poltava         | Kremenchuk                  | Iván Prijodko                   |
| Óblast de Poltava         | Hadiach                     | Anna Shepeli                    |
| Óblast de Poltava         | Lubny                       | Fiódor Shinkarenko              |
| Krái de Primorie          | Primorie                    | Iván Bozhok                     |
| Krái de Primorie          | Vladivostok                 | Anastasia Makridina             |
| Krái de Primorie          | Voroshílovsk                | Dmitri Melnik                   |
| Krái de Primorie          | Artemovsk                   | Yuri Panteleyev                 |
| Krái de Primorie          | Spasski                     | Dmitri Umniáshkin               |
| Óblast de Pskov           | Pskov                       | Mijaíl Kanúnnikov               |
| Óblast de Pskov           | Porjovsk                    | Iván Popov                      |
| Óblast de Pskov           | Ostrovsk                    | Maria Sukmanova                 |
| Óblast de Riazán          | Riazán                      | Daria Garmash                   |
| Óblast de Riazán          | Sasovsk                     | Nikolái Diudiayev               |
| Óblast de Riazán          | Riazán                      | Piótr Yermakov                  |
| Óblast de Riazán          | Riazán                      | Alekséi Lariónov                |
| Óblast de Riazán          | Kasímov                     | Aleksandra Lyakina              |
| Óblast de Rivne           | Dubnovsk                    | Alekséi Denisenko               |
| Óblast de Rivne           | Kostopil                    | Feodosi Dod                     |
| Óblast de Rivne           | Rivne                       | Uliána Yefimchuk-Dyachuk        |
| Óblast de Rivne           | Sarny                       | Alekséi Mobilo                  |
| Óblast de Rostov          | Novocherkask                | Andréi Yeriómenko               |
| Óblast de Rostov          | Rostov                      | Leonid Zhdánov                  |
| Óblast de Rostov          | Rostov-Leninsk              | Nikolái Kiselev                 |
| Óblast de Rostov          | Rostov-Proletarsk           | Maria Mordanenko                |
| Óblast de Rostov          | Taganrog                    | Iván Fedchenko                  |
| Óblast de Rostov          | Salsk                       | Aleksándr Cherjovski            |
| Óblast de Sajalín         | Yuzhno-Sajalinsk            | Nikolái Krylov                  |
| Óblast de Sajalín         | Aleksándrovsk               | Leonid Kuzik                    |
| Óblast de Sajalín         | Jolmsk                      | Piótr Cheplakov                 |
| Óblast de Sarátov         | Sarátov-Stalinsk            | Gennadi Borkov                  |
| Óblast de Sarátov         | Atkarsk                     | Iván Zajárov                    |
| Óblast de Sarátov         | Yershovsk                   | Mijaíl Kitayev                  |
| Óblast de Sarátov         | Volsk                       | Zinaida Semchenko               |
| Óblast de Sarátov         | Sarátov-Leninsk             | Mijaíl Súslov                   |
| Óblast de Sarátov         | Engelsk                     | Iván Trofímov                   |
| Óblast de Smolensk        | Yartsevsk                   | Anna Alekséieva                 |
| Óblast de Smolensk        | Smolensk                    | Serguéi Bizunov                 |
| Óblast de Smolensk        | Smolensk                    | Pável Doronin                   |
| Óblast de Smolensk        | Sychyovsk                   | Anna Iliná                      |
| Óblast de Smolensk        | Roslavlsky                  | Alekséi Ogloblin                |
| Óblast de Smolensk        | Viazemsk                    | Iván Sújov                      |
| Óblast de Smolensk        | Demidovsk                   | Olga Chelishcheva               |
| Óblast de Smolensk        | Smolensk                    | Pável Yudin                     |
| Óblast de Stalingrado     | Stalingrado                 | Iván Grishin                    |
| Óblast de Stalingrado     | Kamishin                    | Anastasia Marinina              |
| Óblast de Stalingrado     | Mijáilovsk                  | Pável Serguéiev                 |
| Óblast de Stalingrado     | Stalingrado                 | Iván Sinitsin                   |
| Óblast de Stalingrado     | Kalachyovsk                 | Vasili Sokolovski               |
| Óblast de Stálino         | Gorlovsk                    | Nikolái Aleksándrov             |
| Óblast de Stálino         | Makiivka-Sovetski           | Praskovia Angelina              |
| Óblast de Stálino         | Yenákiievo                  | Iván Valigura                   |
| Óblast de Stálino         | Volnovaja                   | Vera Gomel                      |
| Óblast de Stálino         | Chistiakovo                 | Aleksándr Zasiadko              |
| Óblast de Stálino         | Stálino                     | Iván Kazanets                   |
| Óblast de Stálino         | Krasnoarmisk                | Vasili Litvinenko               |
| Óblast de Stálino         | Stálino                     | Nikolái Podgorni                |
| Óblast de Stálino         | Artemovsk                   | Artem Sitnik                    |
| Óblast de Stálino         | Konstantinovsk              | Marko Pevets                    |
| Óblast de Stálino         | Zhdánovsk                   | Serguéi Tishchenko              |
| Óblast de Stálino         | Makiivka                    | Iván Jotenkov                   |
| Óblast de Stálino         | Kramatorsk                  | Yákov Sharaban                  |
| Óblast de Stanislav       | Kolomyia                    | Grigori Gavrishchuk             |
| Óblast de Stanislav       | Stanislav                   | Anna Gogol                      |
| Óblast de Stanislav       | Dolinsk                     | Anton Kochubéi                  |
| Óblast de Stanislav       | Nadvirna                    | Vasili Marich                   |
| Óblast de Stanislav       | Pechenezhinsk               | Filipp Scherbak                 |
| Krái de Stávropol         | Petrovsk                    | Maria Andrianova                |
| Krái de Stávropol         | Piatigorsk                  | Semión Babayevski               |
| Krái de Stávropol         | Stávropol                   | Iván Boystov                    |
| Krái de Stávropol         | Cherkesia                   | Nikolái Lyskin                  |
| Krái de Stávropol         | Budonnovsk                  | Nikolái Proshunin               |
| Krái de Stávropol         | Gueorguiyevsk               | Andréi Chujnó                   |
| Óblast de Sumy            | Glujovsk                    | Sidor Kolpak                    |
| Óblast de Sumy            | Shostka                     | Iván Kozhedub                   |
| Óblast de Sumy            | Sumy                        | Vasili Komiájov                 |
| Óblast de Sumy            | Konotop                     | Grigori Lázarev                 |
| Óblast de Sumy            | Romensk                     | Motrona Cherchenko              |
| Óblast de Sumy            | Lebedinsk                   | Yákov Shulga                    |
| Óblast de Sverdlovsk      | Nizhni-Tagil                | Gueorgui Zhúkov                 |
| Óblast de Sverdlovsk      | Krasnoufimsk                | Valentina Zuyeva                |
| Óblast de Sverdlovsk      | Kamyshlovsk                 | Mijaíl Kazakov                  |
| Óblast de Sverdlovsk      | Irbit                       | Alevtina Kiseleva               |
| Óblast de Sverdlovsk      | Sverdlovsk-Leninsk          | Ígor Kurchátov                  |
| Óblast de Sverdlovsk      | Kamensk-Uralsky             | Alekséi Kutirev                 |
| Óblast de Sverdlovsk      | Serov                       | Konstantín Nikoláyev            |
| Óblast de Sverdlovsk      | Krasnoturyinsk              | Vasili Oborotov                 |
| Óblast de Sverdlovsk      | Sverdlovsk-Ordzhonikidzevsk | Fiódor Petrov                   |
| Óblast de Sverdlovsk      | Alapayevsk                  | Maria Rogach                    |
| Óblast de Sverdlovsk      | Pervouralsk                 | Iván Chursinov                  |
| Óblast de Sverdlovsk      | Sverdlovsk-Stalinsk         | Grigori Chufárov                |
| Óblast de Tambov          | Zherdevsk                   | Stepan Alekséiev                |
| Óblast de Tambov          | Morshansk                   | Anna Dobina                     |
| Óblast de Tambov          | Kirsanovsk                  | Andréi Martínov                 |
| Óblast de Tambov          | Michurinsk                  | Piótr Morózov                   |
| Óblast de Tambov          | Tambov                      | Alekséi Shkolnikov              |
| RASS Tártara              | Kukmorsk                    | Maria Ajmetinka                 |
| RASS Tártara              | Kazán-Mólotovsk             | Iván Bardin                     |
| RASS Tártara              | Menzelinsk                  | Mirgarifan Garayev              |
| RASS Tártara              | Kazán-Leninsk               | Nosima Gubaidullina             |
| RASS Tártara              | Tetyushsk                   | Nikolái Digái                   |
| RASS Tártara              | Novosheshminsk              | Nikolái Zúyev                   |
| RASS Tártara              | Zelenodolsk                 | Natalia Lavrentieva             |
| RASS Tártara              | Kazán                       | Zinet Murátov                   |
| RASS Tártara              | Chístopol                   | Fiódor Panferov                 |
| RASS Tártara              | Yelabuzhsk                  | Grigori Románov                 |
| RASS Tártara              | Bugulminsk                  | Vagiz Jafízov                   |
| RSS de Tayikistán         | Stalinabad                  | Bobodzhan Gafurov               |
| RSS de Tayikistán         | Gharm                       | Saidali Dzhumayev               |
| RSS de Tayikistán         | Leninabad                   | Robia Dzhurayeva                |
| RSS de Tayikistán         | Kulob                       | Piótr Obnosov                   |
| RSS de Tayikistán         | Stalinabad                  | Mirzo Tursunzade                |
| RSS de Tayikistán         | Leninabad                   | Tursunbái Uldzhabayev           |
| Óblast de Ternópil        | Ternópil                    | Daniil Borinski                 |
| Óblast de Ternópil        | Buchatsk                    | Iván Gorbatiuk                  |
| Óblast de Ternópil        | Berezhansk                  | Mijaíl Grechuja                 |
| Óblast de Ternópil        | Kremenets                   | Fiódor Lipka                    |
| Óblast de Ternópil        | Buchatsk                    | Toma Teplitski                  |
| Óblast de Ternópil        | Chertkovsk                  | Grigori Shevchuk                |
| Óblast de Tiumén          | Tiumén                      | Fiódor Goriachev                |
| Óblast de Tiumén          | Ishim                       | Vassa Kirillova                 |
| Óblast de Tiumén          | Tobolsk                     | Filipp Pashin                   |
| Óblast de Tomsk           | Tomsk                       | Vasili Moskovin                 |
| Óblast de Tomsk           | Tomsk                       | Andréi Savinij                  |
| Óblast de Tomsk           | Kolpashevsk                 | Olga Sirotenko                  |
| Óblast de Tula            | Tula                        | Anna Antípova                   |
| Óblast de Tula            | Shchyokinsk                 | Iván Barchukov                  |
| Óblast de Tula            | Yefremovsk                  | Nikolái Gusárov                 |
| Óblast de Tula            | Bogoroditsk                 | Iván Kratenko                   |
| Óblast de Tula            | Tula                        | Mijaíl Schepakin                |
| RSS de Turkmenistán       | Mary                        | Kakabái Atayev                  |
| RSS de Turkmenistán       | Tashauz                     | Sujan Babayev                   |
| RSS de Turkmenistán       | Chardzhou                   | Ogulgeldi Dzhumayeva            |
| RSS de Turkmenistán       | Asjabad                     | Serguéi Kruglov                 |
| RSS de Turkmenistán       | Krasnovodsk                 | Evdokia Mamedova                |
| Óblast Autónomo Tuvano    | Kyzylsk                     | Salchak Toka                    |
| RASS de Udmurtia          | Glázov                      | Iván Gorbushin                  |
| RASS de Udmurtia          | Izhevsk                     | Anna Kniázeva                   |
| RASS de Udmurtia          | Mozhginski                  | Piótr Sisoyev                   |
| RASS de Udmurtia          | Sarapul                     | Mijaíl Suyetin                  |
| Óblast de Uliánovsk       | Radíshchevsk                | Maria Anikina                   |
| Óblast de Uliánovsk       | Inzensk                     | Tatiana Býkova                  |
| Óblast de Uliánovsk       | Uliánovsk                   | Nikolái Mirónov                 |
| Óblast de Uliánovsk       | Melekessk                   | Igor Skulkov                    |
| RSS de Uzbekistán         | Namangán                    | Uguljan Azimovo                 |
| RSS de Uzbekistán         | Ferganá                     | Ibodatjón Akramova              |
| RSS de Uzbekistán         | Olmaliq                     | Arif Alímov                     |
| RSS de Uzbekistán         | Bujará                      | Buri Amanova                    |
| RSS de Uzbekistán         | Samarcanda                  | Evdokia Antonyuk                |
| RSS de Uzbekistán         | Qarshi                      | Gayim Dzhurayev                 |
| RSS de Uzbekistán         | Samarcanda                  | Tisha Meropriátiye              |
| RSS de Uzbekistán         | Taskent-Leninsk             | Lázar Kaganóvich                |
| RSS de Uzbekistán         | Turtkul                     | Iósif Lébedev                   |
| RSS de Uzbekistán         | Surjan-Darín                | Aleksándr Luchínskiy            |
| RSS de Uzbekistán         | Leninsk                     | Obdumannap Mamadzhanov          |
| RSS de Uzbekistán         | Urgench                     | Matrasul Masharipov             |
| RSS de Uzbekistán         | Bujará                      | Roman Mélnikov                  |
| RSS de Uzbekistán         | Chimbay                     | Kayúm Murtazayev                |
| RSS de Uzbekistán         | Taskent-Stalinsk            | Amin Niyázov                    |
| RSS de Uzbekistán         | Kokand                      | Ajmadali Rizayev                |
| RSS de Uzbekistán         | Namangán                    | Jasanbái Saibbayev              |
| RSS de Uzbekistán         | Taskent                     | Iván Susaykov                   |
| RSS de Uzbekistán         | Katta-Kurgán                | Umar Tashniyázov                |
| RSS de Uzbekistán         | Andiján                     | Ibodat Jashimova                |
| RSS de Uzbekistán         | Farjad                      | Usman Yusúpov                   |
| Óblast de Velíkiye Luki   | Velíkiye Luki               | Serguéi Rumiántsev              |
| Óblast de Velíkiye Luki   | Toropetsk                   | Piótr Jarin                     |
| Óblast de Velíkiye Luki   | Opochetsk                   | Tatiana Chernova                |
| Óblast de Vínnytsia       | Tulchinsk                   | Nikolái Bazhan                  |
| Óblast de Vínnytsia       | Vínnitsa                    | Nikita Bubnovski                |
| Óblast de Vínnytsia       | Koziatyn                    | Piótr Krivonos                  |
| Óblast de Vínnytsia       | Zhmerynka                   | Vasilisa Litvin                 |
| Óblast de Vínnytsia       | Gaisinsk                    | Ustina Romaniuk                 |
| Óblast de Vínnytsia       | Vínnitsa                    | Markián Slobodianiuk            |
| Óblast de Vínnytsia       | Mogilev-Podolsk             | Timoféi Strokach                |
| Óblast de Vínnytsia       | Bershadsk                   | Anastasia Jmaruk                |
| Óblast de Vladímir        | Gus-Jrustalny               | Maria Bolshakova                |
| Óblast de Vladímir        | Vladímir                    | Aleksándr Kidin                 |
| Óblast de Vladímir        | Kovrovsk                    | Pável Malyshev                  |
| Óblast de Vladímir        | Muromsk                     | Viacheslav Sporov               |
| Óblast de Vladímir        | Aleksándrovsk               | Nikolái Shatalin                |
| Óblast de Volinia         | Kamen-Kashirsk              | Leonid Korniets                 |
| Óblast de Volinia         | Lutsk                       | Teklia Miskovets                |
| Óblast de Volinia         | Kovel                       | Anna Primachuk                  |
| Óblast de Volinia         | Vladímir-Volinina           | Marko Tkachuk                   |
| Óblast de Vólogda         | Babayevsk                   | Iraida Anfalova                 |
| Óblast de Vólogda         | Veliki Ústiug               | Alekséi Buyeverov               |
| Óblast de Vólogda         | Sokolsk                     | Aleksandra Lyuskova             |
| Óblast de Vólogda         | Cherepovéts                 | Pável Nikoláyev                 |
| Óblast de Vólogda         | Vólogda                     | Leonid Sovoliev                 |
| Óblast de Vólogda         | Jarovsk                     | Alekséi Semin                   |
| Óblast de Vólogda         | Vólogda                     | Pável Torgovánov                |
| Óblast de Vorónezh        | Vorónezh                    | Andréi Vorontsov                |
| Óblast de Vorónezh        | Kalacheyevsk                | Anna Garkovenko                 |
| Óblast de Vorónezh        | Semilutsk                   | Nikolái Ignátov                 |
| Óblast de Vorónezh        | Anniensk                    | Piótr Sapozhkov                 |
| Óblast de Vorónezh        | Talovsk                     | Konstantín Sokolov              |
| Óblast de Vorónezh        | Liskinsk                    | Motrona Timosheva               |
| Óblast de Vorónezh        | Vorónezh                    | Nikolái Uspenski                |
| Óblast de Vorónezh        | Rossoshansk                 | Mijaíl Shumilov                 |
| Óblast de Voroshílovgrado | Starobilsk                  | Nadezhda Vistavochnaya          |
| Óblast de Voroshílovgrado | Voroshílovgrado             | Kirill Kodenko                  |
| Óblast de Voroshílovgrado | Popasna                     | Maria Litvinova                 |
| Óblast de Voroshílovgrado | Rovenkovsk                  | Filipp Reshetniak               |
| Óblast de Voroshílovgrado | Voroshílovsk                | Román Rudenko                   |
| Óblast de Voroshílovgrado | Kadiyevsk                   | Piótr Siniágovski               |
| Óblast de Voroshílovgrado | Lysychansk                  | Dmitri Skobeltsyn               |
| RASS de Yakutia           | Yakutia                     | Semión Borisov                  |
| RASS de Yakutia           | Yakutia                     | Marianna Chudinova              |
| Óblast de Yaroslavl       | Tutayevsk                   | Pável Alferov                   |
| Óblast de Yaroslavl       | Rostov                      | Yevgeni Grómov                  |
| Óblast de Yaroslavl       | Yaroslavl                   | Liúbov Gunina                   |
| Óblast de Yaroslavl       | Yaroslavl                   | Aleksándr Papavin               |
| Óblast de Yaroslavl       | Shcherbakivsk               | Iván Trofímov                   |
| Óblast de Zakarpatia      | Kust                        | Iván Vash                       |
| Óblast de Zakarpatia      | Mukácheve                   | Terezia Gabovda                 |
| Óblast de Zakarpatia      | Úzhgorod                    | Fiódor Tsanko                   |
| Óblast de Zaporiyia       | Zaporiyia                   | Anastás Boborikin               |
| Óblast de Zaporiyia       | Zaporiyia                   | Anton Gayevói                   |
| Óblast de Zaporiyia       | Osipenkovsk                 | Markián Popov                   |
| Óblast de Zaporiyia       | Polohi                      | Maria Sardak                    |
| Óblast de Zaporiyia       | Zaporiyia                   | Pável Skliárov                  |
| Óblast de Zaporiyia       | Melitópol                   | Antonina Shulga                 |
| Óblast de Zhitómir        | Korosten                    | Zájar Bogatyr                   |
| Óblast de Zhitómir        | Berdichevsk                 | Yevgenia Polishchuk             |
| Óblast de Zhitómir        | Malyn                       | Iván Senin                      |
| Óblast de Zhitómir        | Zhitómir                    | Alekséi Fiódorov                |
| Óblast de Zhitómir        | Zhitómir                    | Víktor Churayev                 |
| Óblast de Zhitómir        | Novograd-Volinski           | Praskovia Chujno                |
| Circunscripción Militar   |                             | Serguéi Biriuzov                |
| Circunscripción Militar   |                             | Andréi Grechko                  |
| Circunscripción Militar   |                             | Pável Yefímov                   |
| Circunscripción Militar   |                             | Mijaíl Konstantínov             |
| Circunscripción Militar   |                             | Iván Petrov                     |
| Circunscripción Militar   |                             | Iván Podgorni                   |
| Circunscripción Militar   |                             | Iván Chistiákov                 |
| Circunscripción Militar   |                             | Vasili Shvetsov                 |

## Sóviet de las Nacionalidades
| República                          | Distrito                 | Diputado                    |
| ---------------------------------- | ------------------------ | --------------------------- |
| RASS de Abjasia                    | Gagra                    | Irakli Abashidze            |
| RASS de Abjasia                    | Kaladajvarsk             | Grigori Ardzinba            |
| RASS de Abjasia                    | Ochamchire               | Maria Gadlia                |
| RASS de Abjasia                    | Gudauta                  | Dimitri Gulia               |
| RASS de Abjasia                    | Tkvarcheli               | Zabet Zhiba                 |
| RASS de Abjasia                    | Gulripsh                 | Arjip Labajúa               |
| RASS de Abjasia                    | Sujumi                   | Ketevan Lomtatidze          |
| RASS de Abjasia                    | Sujumi                   | Zinaida Pantsuaya           |
| RASS de Abjasia                    | Gali                     | Iván Tarba                  |
| RASS de Abjasia                    | Sujumi-Leninsk           | Mijaíl Chikovanni           |
| RASS de Abjasia                    | Ochamchire               | Andréi Chochua              |
| Óblast Autónomo Adigués            | Tajtamukái               | Jimsad Blyagoz              |
| Óblast Autónomo Adigués            | Maikop                   | Serguéi Gerásimov           |
| Óblast Autónomo Adigués            | Krasnogvardeysk          | Jald Kade                   |
| Óblast Autónomo Adigués            | Maikop                   | Valentin Suprunov           |
| Óblast Autónomo Adigués            | Koshejabl                | Ibragim Chundokov           |
| RSS de Armenia                     | Martuni                  | Razia Abudllayeva           |
| RSS de Armenia                     | Azizbekov                | Karapet Allajerián          |
| RSS de Armenia                     | Ereván-Mólotovsk         | Shmavon Arushanián          |
| RSS de Armenia                     | Shaumián                 | María Babadzhanián          |
| RSS de Armenia                     | Kapán                    | Grant Bagdasarián           |
| RSS de Armenia                     | Krasnoselski             | Artavazd Bunyatián          |
| RSS de Armenia                     | Artashat                 | Ninel Virabián              |
| RSS de Armenia                     | Alaverdí                 | Aslan Galoyán               |
| RSS de Armenia                     | Leninakán                | Aleksándr Gorbátov          |
| RSS de Armenia                     | Ereván-Spandarián        | Viktoria Dayán              |
| RSS de Armenia                     | Ajtinskii                | Rubén Eolián                |
| RSS de Armenia                     | Goreskii                 | Yákov Zarobián              |
| RSS de Armenia                     | Kirovakán                | Stefan Zorián               |
| RSS de Armenia                     | Echmiadzin               | Ashjen Ishjanián            |
| RSS de Armenia                     | Nor-Bayazetski           | Sashibek Karapetián         |
| RSS de Armenia                     | Krasnoselski             | Tatevos Lazarián            |
| RSS de Armenia                     | Kirovakán                | Grach Margarián             |
| RSS de Armenia                     | Akhuryan                 | Suren Matnishián            |
| RSS de Armenia                     | Ereván-Stalinsk          | Anastás Mikoyán             |
| RSS de Armenia                     | Stepanaván               | Matsak Papián               |
| RSS de Armenia                     | Ereván-Mikoyansk         | Garegin Petrosián           |
| RSS de Armenia                     | Oktemberian              | Piótr Piskunov              |
| RSS de Armenia                     | Guyasián                 | Andranik Savoyán            |
| RSS de Armenia                     | Aparan                   | Samand Siabandov            |
| RSS de Armenia                     | Ijeván                   | Mikayel Tavrizián           |
| RSS de Armenia                     | Artik                    | Nunik Tujikián              |
| RSS de Armenia                     | Ajtinskii                | Sedrak Sharimanián          |
| RASS de Ayaria                     | Julo                     | Eteri Abuladze              |
| RASS de Ayaria                     | Charkvin                 | Suléiman Bazhunaishvili     |
| RASS de Ayaria                     | Batumi                   | Ksenia Bajtadze             |
| RASS de Ayaria                     | Shuakhevi                | Archil Beridze              |
| RASS de Ayaria                     | Batumi-Primorsk          | Maria Burchulade            |
| RASS de Ayaria                     | Kobuleti                 | Naziko Gogitidze            |
| RASS de Ayaria                     | Batumi-Frunzensk         | Tomaz Dzhanelidze           |
| RASS de Ayaria                     | Keda                     | David Mamuladze             |
| RASS de Ayaria                     | Urejsk                   | Nikolái Osin                |
| RASS de Ayaria                     | Batumi-Shaumián          | Aleksándr Tjilaishvili      |
| RASS de Ayaria                     | Jelvachauri              | Mijaíl Chachava             |
| RSS de Azerbaiyán                  | Najicheván               | Majmud Abdul Abilov         |
| RSS de Azerbaiyán                  | Bakú-Shaumián            | Shukiúfa Alekperova         |
| RSS de Azerbaiyán                  | Lachín                   | Musa Alíyev                 |
| RSS de Azerbaiyán                  | Bakú-Dzerzhinski         | Firudin Alíyev              |
| RSS de Azerbaiyán                  | Jachmaz                  | Nurida Bagirova             |
| RSS de Azerbaiyán                  | Quba                     | Samed Vekilov               |
| RSS de Azerbaiyán                  | Bakú-Oktiábrsk           | Almas Velizade              |
| RSS de Azerbaiyán                  | Bakú-Leninsk             | Konstantín Vershinin        |
| RSS de Azerbaiyán                  | Salyán                   | Gizgaid Gasanova            |
| RSS de Azerbaiyán                  | Nuja                     | Mirza Ibragimov             |
| RSS de Azerbaiyán                  | Yevlaj                   | Islam Islamzade             |
| RSS de Azerbaiyán                  | Bakú-Voroshílovsk        | Aleksándr Karasev           |
| RSS de Azerbaiyán                  | Bakú-Dzerzhinski         | Iósif Kuzmin                |
| RSS de Azerbaiyán                  | Masalli                  | Dzhamamaleddin Magomayev    |
| RSS de Azerbaiyán                  | Kirovabad                | Mageram Mejtiyev            |
| RSS de Azerbaiyán                  | Bakú-Dzhaparidevsk       | Nikolái Mujin               |
| RSS de Azerbaiyán                  | Zaqatala                 | Mina Nazirova               |
| RSS de Azerbaiyán                  | Kasum-Ismailovsk         | Mahmud Ragimov              |
| RSS de Azerbaiyán                  | Goychay                  | Sadij Ragimov               |
| RSS de Azerbaiyán                  | Agdam                    | Yunis Ragimov               |
| RSS de Azerbaiyán                  | Stepanakert              | Vitali Samedov              |
| RSS de Azerbaiyán                  | Lankaran                 | Gasan Seidov                |
| RSS de Azerbaiyán                  | Qazaj                    | Imran Tagiyev               |
| RSS de Azerbaiyán                  | Sabirabad                | Taira Tairova               |
| RSS de Azerbaiyán                  | Quba                     | Abdulla Talibzade           |
| RSS de Azerbaiyán                  | Shamkir                  | Oleg Tolstikov              |
| RSS de Azerbaiyán                  | Shamaji                  | Mijaíl Uséinov              |
| RASS de Baskiria                   | Sterlitamak              | Gueorgui Vajrushev          |
| RASS de Baskiria                   | Belebeyevsk              | Lukman Galimov              |
| RASS de Baskiria                   | Yanaulsk                 | Musa Gareyev                |
| RASS de Baskiria                   | Beloretsk                | Faizrajman Zagafuranov      |
| RASS de Baskiria                   | Ufimsk                   | Imam-Gali Kadyrov           |
| RASS de Baskiria                   | Cherníkov                | Semión Lávochkin            |
| RASS de Baskiria                   | Meleuzovsk               | Ziya Nuriyev                |
| RASS de Baskiria                   | Ufimsk                   | Lidia Streliáyeva           |
| RASS de Baskiria                   | Borsk                    | Nina Treskova               |
| RASS de Baskiria                   | Duvansk                  | Mijaíl Ferin                |
| RASS de Baskiria                   | Tuymazinsk               | Rabiga Jabibullina          |
| RSS de Bielorrusia                 | Borísov                  | Nikolái Abramenko           |
| RSS de Bielorrusia                 | Mózyr                    | Piótr Abrasimov             |
| RSS de Bielorrusia                 | Rahachow                 | Nikolái Avjimóvich          |
| RSS de Bielorrusia                 | Vítebsk                  | Semión Bogdanov             |
| RSS de Bielorrusia                 | Slutsk                   | Víktor Bogdanóvich          |
| RSS de Bielorrusia                 | Gómel                    | Evdokia Goncharova          |
| RSS de Bielorrusia                 | Pastavy                  | Timoféi Gorbunov            |
| RSS de Bielorrusia                 | Minsk                    | Konstantín Dlugashevski     |
| RSS de Bielorrusia                 | Grodno                   | Vasili Zubkov               |
| RSS de Bielorrusia                 | Novogrúdok               | Matvéi Kaliuta              |
| RSS de Bielorrusia                 | Kobryn                   | Tijón Kiseliov              |
| RSS de Bielorrusia                 | Baránavichi              | Olga Klim                   |
| RSS de Bielorrusia                 | Klímavichy               | Iván Klímov                 |
| RSS de Bielorrusia                 | Maguilov                 | Serafima Kovaleva           |
| RSS de Bielorrusia                 | Glybókaye                | Samuíl Kostiuk              |
| RSS de Bielorrusia                 | Garetski                 | Vasili Kuprevich            |
| RSS de Bielorrusia                 | Pinsk                    | Antonina Kuratnik           |
| RSS de Bielorrusia                 | Mózyr                    | Vladímir Lobankov           |
| RSS de Bielorrusia                 | Brest                    | Roman Machulski             |
| RSS de Bielorrusia                 | Pólatsk                  | Nikita Parashchenko         |
| RSS de Bielorrusia                 | Maladzyechna             | Serguéi Prititski           |
| RSS de Bielorrusia                 | Lida                     | Anna Staver                 |
| RSS de Bielorrusia                 | Bobruisk                 | Aleksandra Ushanova         |
| RSS de Bielorrusia                 | Minsk                    | Vera Jaritón                |
| RSS de Bielorrusia                 | Orsha                    | Nina Yachmeneva             |
| RASS Buriato-Mongola               | Ulán-Udé                 | Danilo Bolsojoyev           |
| RASS Buriato-Mongola               | Barguzin                 | Vera Boyanova               |
| RASS Buriato-Mongola               | Yeravninsk               | Jundazhap Zhemiánova        |
| RASS Buriato-Mongola               | Tarbagataysk             | Pável Metliáyev             |
| RASS Buriato-Mongola               | Kyakhtinsk               | Dmitri Munkozhapov          |
| RASS Buriato-Mongola               | Tunkinsk                 | Jotsa Namsaráyev            |
| RASS Buriato-Mongola               | Kabansk                  | Elena Orlova                |
| RASS Buriato-Mongola               | Ulán-Udé                 | Iraida Panchukova           |
| RASS Buriato-Mongola               | Dzhidinsk                | Vasili Filíppov             |
| RASS Buriato-Mongola               | Bichursk                 | Ozen Shadarov               |
| RASS Buriato-Mongola               | Ulán-Udé                 | Dmitri Yagodin              |
| RSS Carelo-Finesa                  | Priozersk                | Anna Aleksandrovna          |
| RSS Carelo-Finesa                  | Olónets                  | Piótr Antípov               |
| RSS Carelo-Finesa                  | Belomorsk                | Yákov Balagurov             |
| RSS Carelo-Finesa                  | Suoyarvi                 | Iván Beliáyev               |
| RSS Carelo-Finesa                  | Segezhsk                 | Mijaíl Bogatirev            |
| RSS Carelo-Finesa                  | Zaritsk                  | Elena Vasílievna            |
| RSS Carelo-Finesa                  | Sortavala                | Iván Kabanov                |
| RSS Carelo-Finesa                  | Rugozero                 | Daria Karpova               |
| RSS Carelo-Finesa                  | Pítkiaranta              | Maria Kirillova             |
| RSS Carelo-Finesa                  | Pervomaisk               | Alekséi Kovalev             |
| RSS Carelo-Finesa                  | Kurkijoen                | Otto Kuusinen               |
| RSS Carelo-Finesa                  | Prionezhsk               | Anna Levoyeva               |
| RSS Carelo-Finesa                  | Kem                      | Piótr Niyeminen             |
| RSS Carelo-Finesa                  | Belomorsk                | Iván Petrov                 |
| RSS Carelo-Finesa                  | Púdozh                   | Pável Prokkonen             |
| RSS Carelo-Finesa                  | Kem                      | Fiódor Redkin               |
| RSS Carelo-Finesa                  | Seguezha                 | Margarita Ruokolainen       |
| RSS Carelo-Finesa                  | Louji                    | Iván Senkin                 |
| RSS Carelo-Finesa                  | Oktiabrsk                | Aleksándr Sosnin            |
| RSS Carelo-Finesa                  | Petrovsk                 | Pável Stepánov              |
| RSS Carelo-Finesa                  | Sortavala                | Iósif Siukianen             |
| RSS Carelo-Finesa                  | Louji                    | Adolf Taimi                 |
| RSS Carelo-Finesa                  | Onezhsk                  | Vladímir Tijomírov          |
| RSS Carelo-Finesa                  | Kondopoga                | Víktor Juusari              |
| RSS Carelo-Finesa                  | Zaonezhsk                | Nadezhda Chernetsova        |
| RSS Carelo-Finesa                  | Medvezhegorsk            | Zosima Shashkov             |
| Óblast Autónomo Cherkeso           | Jabezsk                  | Marián Abidokova            |
| Óblast Autónomo Cherkeso           | Kírovsk                  | Alekséi Vaskov              |
| Óblast Autónomo Cherkeso           | Ikon-Jalkivsk            | Adam Kardanov               |
| Óblast Autónomo Cherkeso           | Cherkesia                | Vasili Firsov               |
| Óblast Autónomo Cherkeso           | Cherkesia                | Iván Jmelev                 |
| RASS de Chuvasia                   | Shumerlinsk              | Tamara Alekseyeva           |
| RASS de Chuvasia                   | Cheboksary               | Illarión Afanásiev          |
| RASS de Chuvasia                   | Grazhdansk               | Klavdia Gorina              |
| RASS de Chuvasia                   | Kanash                   | Aleksándr Gorkin            |
| RASS de Chuvasia                   | Yadrinsk                 | Aleksandra Grigorieva       |
| RASS de Chuvasia                   | Urmarsk                  | Vera Yefímova               |
| RASS de Chuvasia                   | Chkalovsk                | Vasili Záitsev              |
| RASS de Chuvasia                   | Ibresinsk                | Liúbov Kolegreyeva          |
| RASS de Chuvasia                   | Cheboksary               | Anna Kugusheva              |
| RASS de Chuvasia                   | Vurnarsk                 | Grigori Martýnov            |
| RASS de Chuvasia                   | Alátyr                   | Yevgeni Sokolov             |
| RASS de Daguestán                  | Jasaviurtovsk            | Gadzhi Kasum Alíyev         |
| RASS de Daguestán                  | Majachkalá               | Nabi Dagirov                |
| RASS de Daguestán                  | Ajtinsk                  | Davud Ibragimov             |
| RASS de Daguestán                  | Buinaksk                 | Magomed Isayev              |
| RASS de Daguestán                  | Sergokalinsk             | Dzhamalutdin Magomedov      |
| RASS de Daguestán                  | Laksk                    | Ayshat Magomedova           |
| RASS de Daguestán                  | Andalask                 | Magomed Majulov             |
| RASS de Daguestán                  | Junzajsk                 | Patimat Nurmagomedova       |
| RASS de Daguestán                  | Botlijsk                 | Alekséi Podvarko            |
| RASS de Daguestán                  | Bujnakski                | Magomed-Salam Umajánov      |
| RASS de Daguestán                  | Majachkalá               | Efrosinia Fomicheva         |
| RASS de Daguestán                  | Derbent                  | Nazhmudin Sharifov          |
| RSS de Estonia                     | Morsko                   | Johanna Vaadevits           |
| RSS de Estonia                     | Tapa                     | Leida Vinkel                |
| RSS de Estonia                     | Nimgorod                 | Aleksander Hendrikson       |
| RSS de Estonia                     | Pärnu                    | Leonhard Illison            |
| RSS de Estonia                     | Kohtla-Järve             | Arvi Kaldjärv               |
| RSS de Estonia                     | Keila                    | Eugen Kapp                  |
| RSS de Estonia                     | Morsko                   | Salme Kimash                |
| RSS de Estonia                     | Tartu                    | Fiódor Klement              |
| RSS de Estonia                     | Narva                    | Maria Kolésnikova           |
| RSS de Estonia                     | Harju                    | Alvina Konno                |
| RSS de Estonia                     | Võru                     | Elvi Kooskora               |
| RSS de Estonia                     | Kalininsk                | Nikolái Kuznetsov           |
| RSS de Estonia                     | Kalininsk                | Kristjan Kärber             |
| RSS de Estonia                     | Põlva                    | Leonid Lentsman             |
| RSS de Estonia                     | Elva                     | Johan Lombak                |
| RSS de Estonia                     | Tsentralny               | Elfrida Lucht               |
| RSS de Estonia                     | Paide                    | Heino Marrandi              |
| RSS de Estonia                     | Rakvere                  | Alekséi Müürisepp           |
| RSS de Estonia                     | Viljandi                 | Elmina Otsman               |
| RSS de Estonia                     | Kingisepp                | Paul Pallas                 |
| RSS de Estonia                     | Abyassk                  | Endel Puusepp               |
| RSS de Estonia                     | Pärnu                    | Edgar Tinurist              |
| RSS de Estonia                     | Jõgeva                   | Boris Tolbast               |
| RSS de Estonia                     | Tartu                    | Richard Tsimmer             |
| RSS de Estonia                     | Haapsalu                 | August Jakobson             |
| RSS de Georgia                     | Jashuri                  | Maria Baratashvili          |
| RSS de Georgia                     | Poti                     | Nikolái Basisti             |
| RSS de Georgia                     | Tiflis-Ordzhonikidzevsk  | Magdana Burdzhanadze        |
| RSS de Georgia                     | Tiflis-Leninsk           | Leyla Georgadze             |
| RSS de Georgia                     | Zestafoni                | Mijaíl Georgadze            |
| RSS de Georgia                     | Batumi                   | Otar Gotsiridze             |
| RSS de Georgia                     | Staliniri                | Avtandil Guniya             |
| RSS de Georgia                     | Zugdidi                  | Nina Dgebuadze              |
| RSS de Georgia                     | Ajalkalaki               | Serguéi Igitián             |
| RSS de Georgia                     | Ajaltsije                | Majmud Kuliyev              |
| RSS de Georgia                     | Sujumi                   | Mitrofan Kuchava            |
| RSS de Georgia                     | Telavi                   | Tamara Machavariani         |
| RSS de Georgia                     | Kutais                   | Mamia Megrelishvili         |
| RSS de Georgia                     | Gurjaani                 | Iván Metreveli              |
| RSS de Georgia                     | Signagi                  | Archil Natroshvili          |
| RSS de Georgia                     | Ambrolauri               | Shalva Purtsjvanidze        |
| RSS de Georgia                     | Gori                     | David Romelashvili          |
| RSS de Georgia                     | Tiflis                   | Emil Sejniashvili           |
| RSS de Georgia                     | Sujumi                   | Otar Taktakishvili          |
| RSS de Georgia                     | Gegechkori               | Akaki Jorava                |
| RSS de Georgia                     | Samtredia                | Kondrat Tsimakuridze        |
| RSS de Georgia                     | Chejotaursk              | Givi Tsitlidze              |
| RSS de Georgia                     | Tiflis-Stalinsk          | David Chichinadze           |
| RSS de Georgia                     | Tiflis                   | Miron Chubinidze            |
| RSS de Georgia                     | Chiatura                 | Shalva Sheklashvili         |
| Óblast Autónomo de Gorno Altái     | Ust-Kansky               | Fiódor Kuchumeyev           |
| Óblast Autónomo de Gorno Altái     | Gorno Altái              | Konstantín Pisin            |
| Óblast Autónomo de Gorno Altái     | Shebalinsk               | Maria Saruyeva              |
| Óblast Autónomo de Gorno Altái     | Ongudaysk                | Maria Tabadiákova           |
| Óblast Autónomo de Gorno Altái     | Turochaksk               | Iván Tujtubayev             |
| Óblast Autónomo de Gorno Badajshán | Jorog                    | Shirinmo Dushambeyeva       |
| Óblast Autónomo de Gorno Badajshán | Vanj                     | Shomajmad Yer               |
| Óblast Autónomo de Gorno Badajshán | Rushan                   | Nazarbegim Kurbonmamadovaya |
| Óblast Autónomo de Gorno Badajshán | Ishkashimsk              | Aleksándr Mazayev           |
| Óblast Autónomo de Gorno Badajshán | Ishkashimsk              | Atomamad Panoyev            |
| Óblast Autónomo de Gorno Badajshán | Murghob                  | Rajimbobo Tursúnov          |
| Óblast Autónomo Hebreo             | Obluchensk               | Iliá Bobyl                  |
| Óblast Autónomo Hebreo             | Obluchensk               | Fiódor Kótov                |
| Óblast Autónomo Hebreo             | Smidovichsk              | Olga Kulagina               |
| Óblast Autónomo Hebreo             | Birobidzhán              | Rajil Freidkina             |
| Óblast Autónomo Hebreo             | Leninsk-Stalinsk         | Alekséi Shitikov            |
| Óblast Autónomo Jakasio            | Chernogorsk              | Pável Balikov               |
| Óblast Autónomo Jakasio            | Abakán                   | Antonina Barinova           |
| Óblast Autónomo Jakasio            | Askizsk                  | Antonina Kicheyeva          |
| Óblast Autónomo Jakasio            | Ust-Abakansk             | Vlas Kolpakov               |
| Óblast Autónomo Jakasio            | Shirinsk                 | Evgeni Kolushchinski        |
| RASS de Kabardia                   | Projladnensk             | Aslambi Ajojov              |
| RASS de Kabardia                   | Maysky                   | Tatiana Bondarchuk          |
| RASS de Kabardia                   | Stalinsk                 | Abdulla Gabitov             |
| RASS de Kabardia                   | Urvansk                  | Shaymat Zashakuyeva         |
| RASS de Kabardia                   | Nálchik                  | Pável Komarov               |
| RASS de Kabardia                   | Elbrusski                | Gueorgui Kulik              |
| RASS de Kabardia                   | Baksansk                 | Timbora Malbajov            |
| RASS de Kabardia                   | Tersk                    | Kalimet Tlostanov           |
| RASS de Kabardia                   | Oktyabrskiy              | Dmitri Chekmenev            |
| RASS de Kabardia                   | Nagorni                  | Natalia Shebzujova          |
| RASS de Kabardia                   | Primalkinsk              | Jamid Shkajov               |
| RASS de Karakalpakia               | Turtkul                  | Alekséi Byzov               |
| RASS de Karakalpakia               | Turtkul                  | Konstantín Gorshenin        |
| RASS de Karakalpakia               | Kegeyli                  | Mateke Dzhumanazarov        |
| RASS de Karakalpakia               | Kungrado                 | Sara Ishanturayevna         |
| RASS de Karakalpakia               | Kúibyshevsk              | Zibagul Kaiponova           |
| RASS de Karakalpakia               | Nukus                    | Uringul Kidirbayeva         |
| RASS de Karakalpakia               | Shabbazsk                | Arzi Majmudov               |
| RASS de Karakalpakia               | Chimbay                  | Amangul Saparbayeva         |
| RASS de Karakalpakia               | Jodjeyli                 | Pirzhan Seitov              |
| RASS de Karakalpakia               | Tajta-Kupyr              | Urazmet Jalmurátov          |
| RASS de Karakalpakia               | Muynak                   | Dzhura Xojáyev              |
| RSS de Kazajistán                  | Mólotovsk                | Talgatbek Abdrazakov        |
| RSS de Kazajistán                  | Amangeldi                | Iglik Abzulinov             |
| RSS de Kazajistán                  | Taldy-Korgán             | Maria Ananiéva              |
| RSS de Kazajistán                  | Zhambyl                  | Nailia Bazanova             |
| RSS de Kazajistán                  | Astaná                   | Yulia Griáznova             |
| RSS de Kazajistán                  | Alma-Ata                 | Seitgali Dzhakipov          |
| RSS de Kazajistán                  | Gurevsk                  | Balganim Dospayeva          |
| RSS de Kazajistán                  | Oral                     | Anna Diadiurenko            |
| RSS de Kazajistán                  | Karagandá                | Pável Inostrantsev          |
| RSS de Kazajistán                  | Zaysan                   | Gabdulla Karzhaubayev       |
| RSS de Kazajistán                  | Shymkent                 | Danial Kerimbayev           |
| RSS de Kazajistán                  | Petropavlovsk            | Zhalel Kizatov              |
| RSS de Kazajistán                  | Pavlodar                 | Alekséi Kozlov              |
| RSS de Kazajistán                  | Aktobe                   | Uteu Kudaibergenov          |
| RSS de Kazajistán                  | Shymkent                 | Nurzhan Mendibayev          |
| RSS de Kazajistán                  | Ust-Kamenogorsk)         | Evdokia Poddubnova          |
| RSS de Kazajistán                  | Alma-Ata                 | Panteleimón Ponomarenko     |
| RSS de Kazajistán                  | Kzyl-Orda                | Zhubandik Primbetov         |
| RSS de Kazajistán                  | Ayagoz                   | Iván Rudevski               |
| RSS de Kazajistán                  | Karagandá                | Zulija Sabitova             |
| RSS de Kazajistán                  | Kokshetau                | Mujambetkali Suzhikov       |
| RSS de Kazajistán                  | Aktobé                   | Zhumabek Tashenev           |
| RSS de Kazajistán                  | Semipalátinsk            | Kami Uvaliyeva              |
| RSS de Kazajistán                  | Petropavlovsk            | Nurtas Undasinov            |
| RSS de Kazajistán                  | Kostanái                 | Iván Jramkov                |
| RSS de Kazajistán                  | Turkestán                | Zhumabái Shayajmetov        |
| RSS de Kirguistán                  | Ysyk-Kol                 | Sidikali Aitbayev           |
| RSS de Kirguistán                  | Karavanski               | Bayán Alamanov              |
| RSS de Kirguistán                  | Leilek                   | Isa Ajunbayev               |
| RSS de Kirguistán                  | Jalal-Abad               | Dmitri Bolshakov            |
| RSS de Kirguistán                  | Chuy                     | Nadezhda Bragina            |
| RSS de Kirguistán                  | Frunze-Sverdlovsk        | Konstantín Gubin            |
| RSS de Kirguistán                  | Kyzyl-Asker              | Mujammed Dogdurov           |
| RSS de Kirguistán                  | Toktogul                 | Bukesh Zhilkibayeva         |
| RSS de Kirguistán                  | Molotovsk                | Kaar Israilov               |
| RSS de Kirguistán                  | Bazar-Korgon             | Uskenbái Kaipov             |
| RSS de Kirguistán                  | Stalinsk                 | Surakán Kainazárova         |
| RSS de Kirguistán                  | Balykchinsky             | Batysh Kobonova             |
| RSS de Kirguistán                  | Frunze-Pervomaisk        | Kulúipa Konduchalova        |
| RSS de Kirguistán                  | Kant                     | Izak Kochkorbayev           |
| RSS de Kirguistán                  | Przevalski               | Turabái Kulatov             |
| RSS de Kirguistán                  | Kochkor                  | Abli Kulumbayev             |
| RSS de Kirguistán                  | Kalininsk                | Aleksándr Majnó             |
| RSS de Kirguistán                  | Kírovsk                  | Raimkan Medetbekov          |
| RSS de Kirguistán                  | Osh                      | Ibaydulla Sadikov           |
| RSS de Kirguistán                  | Frunze-Proletarsk        | Sofia Spitsina              |
| RSS de Kirguistán                  | Naukatsk                 | Kulnzar Tashiyev            |
| RSS de Kirguistán                  | Uzgen                    | Aleksándr Tereshchenko      |
| RSS de Kirguistán                  | Osh                      | Dzhamankul Toigombayev      |
| RSS de Kirguistán                  | Narinsk                  | Kalicha Chinaliyeva         |
| RSS de Kirguistán                  | Talas                    | Vasili Churkin              |
| RASS de Komi                       | Vorkutá                  | Yákov Ivánov                |
| RASS de Komi                       | Ust-Vymsk                | Aleksandra Kalinina         |
| RASS de Komi                       | Izhemsk                  | Pável Kanev                 |
| RASS de Komi                       | Zheleznodorozhny         | Yevgeni Katayev             |
| RASS de Komi                       | Intinsk                  | Maria Kovrigina             |
| RASS de Komi                       | Siktivkar                | Aleksandra Misharina        |
| RASS de Komi                       | Sysolsk                  | Semión Nekrásov             |
| RASS de Komi                       | Kozhva                   | Zosim Panev                 |
| RASS de Komi                       | Ust-Kulomsk              | Mijaíl Sitkarev             |
| RASS de Komi                       | Syktyvdinsk              | Praskovia Cheusova          |
| RASS de Komi                       | Ujtá                     | Yevgeni Yudin               |
| RSS de Letonia                     | Daugavpils               | Klavdia Baranovskaya        |
| RSS de Letonia                     | Abrene                   | Elmar Beman                 |
| RSS de Letonia                     | Stalinsk                 | Robert Varkaln              |
| RSS de Letonia                     | Ilūkste                  | Féliks Veselis              |
| RSS de Letonia                     | Moskovsk                 | Aleksándr Grass             |
| RSS de Letonia                     | Riga                     | Jānis Jēgermanis            |
| RSS de Letonia                     | Liepāja                  | Piótr Oboidotsya            |
| RSS de Letonia                     | Aizpute                  | Mirza Zvyedris              |
| RSS de Letonia                     | Ludza                    | Jānis Ivanovs               |
| RSS de Letonia                     | Valmiera                 | Augusts Kirhenšteins        |
| RSS de Letonia                     | Jelgava                  | Nil Krasnobayev             |
| RSS de Letonia                     | Tukums                   | Iván Krush                  |
| RSS de Letonia                     | Krāslava                 | Vilis Krūmiņš               |
| RSS de Letonia                     | Kírovsk                  | Vilis Lācis                 |
| RSS de Letonia                     | Leninsk                  | Vilhelm Letsis              |
| RSS de Letonia                     | Valka                    | Aleksándr Nikonov           |
| RSS de Letonia                     | Jēkabpils                | Kārlis Ozoliņš              |
| RSS de Letonia                     | Ventspils                | Ieva Paldiņa                |
| RSS de Letonia                     | Bauskas                  | Jānis Peive                 |
| RSS de Letonia                     | Rēzekne                  | Arvīds Pelše                |
| RSS de Letonia                     | Proletarsk               | Julia Pilags                |
| RSS de Letonia                     | Talsi                    | Matis Pludon                |
| RSS de Letonia                     | Madona                   | Marta Semule                |
| RSS de Letonia                     | Viļāni                   | Konstantinsia Upenietse     |
| RSS de Letonia                     | Cēsis                    | Milda Friedrichson          |
| RSS de Lituania                    | Šiauliai                 | Antonina Averlingen         |
| RSS de Lituania                    | Pabradė                  | Vladas Augustinaitis        |
| RSS de Lituania                    | Trakai                   | Zofia Bartushkene           |
| RSS de Lituania                    | Mažeikiai                | Feliksas Bieliauskas        |
| RSS de Lituania                    | Kėdainiai                | Jonas Bulavas               |
| RSS de Lituania                    | Alytus                   | Antanas Venclova            |
| RSS de Lituania                    | Vilna                    | Jonas Vildžiūnas            |
| RSS de Lituania                    | Marijampolė              | Mečislovas Gedvilas         |
| RSS de Lituania                    | Tauragė                  | Vaclovas Demisevičius       |
| RSS de Lituania                    | Vilna                    | Víktor Denísov              |
| RSS de Lituania                    | Kaunas                   | Karolis Didžiulis           |
| RSS de Lituania                    | Kretinga                 | Jadviga Spustelėkite        |
| RSS de Lituania                    | Utena                    | Kazimieras Liaudis          |
| RSS de Lituania                    | Panevėžys                | Jonas Macijauskas           |
| RSS de Lituania                    | Raseiniai                | Vladas Niunka               |
| RSS de Lituania                    | Joniškis                 | Justas Paleckis             |
| RSS de Lituania                    | Ukmergė                  | Juozas Petkevičius          |
| RSS de Lituania                    | Zarasai                  | Kipras Petrauskas           |
| RSS de Lituania                    | Klaipėda                 | Motrona Polikarpova         |
| RSS de Lituania                    | Šakiai                   | Ona Puteykite               |
| RSS de Lituania                    | Kaunas                   | Antanas Remenchius          |
| RSS de Lituania                    | Telšiai                  | Bronius Rushas              |
| RSS de Lituania                    | Rokiškis                 | Sofia Salagubaitė           |
| RSS de Lituania                    | Vilna                    | Juzefa Tuševskaitė          |
| RSS de Lituania                    | Biržai                   | Agota Januškene             |
| RASS de Mari                       | Semiónovsk               | Aleksándr Andriánov         |
| RASS de Mari                       | Kuzhenersk               | Pável Vylegzhanin           |
| RASS de Mari                       | Morkinski                | Mijaíl Danílov              |
| RASS de Mari                       | Gorno-Mari               | Iván Krivorotov             |
| RASS de Mari                       | Zvenígovo                | Dmitri Makárov              |
| RASS de Mari                       | Volzhski                 | Anisia Malisheva            |
| RASS de Mari                       | Mari-Tureksk             | Daria Pavlova               |
| RASS de Mari                       | Orsha                    | Alekséi Petrushev           |
| RASS de Mari                       | Sernursk                 | Serguéi Reshetníkov         |
| RASS de Mari                       | Yoshkar-Olá              | Nikolái Riabchikov          |
| RASS de Mari                       | Yurinsk                  | Alekséi Spiridonov          |
| RSS de Moldavia                    | Kotovski                 | Dmitri Verdish              |
| RSS de Moldavia                    | Nisporeni                | Natalia Gheorghiu           |
| RSS de Moldavia                    | Strășeni                 | Dmitri Gladki               |
| RSS de Moldavia                    | Tiráspol                 | Sofia Grosul                |
| RSS de Moldavia                    | Soroca                   | Mijaíl Gutsu                |
| RSS de Moldavia                    | Fălești                  | Aleksándr Diorditsa         |
| RSS de Moldavia                    | Kishinevsk               | Vasili Zotov                |
| RSS de Moldavia                    | Bender                   | Daniil Kazakévich           |
| RSS de Moldavia                    | Teleneşti                | Anna Kaluger                |
| RSS de Moldavia                    | Edineț                   | Ion Codiţă                  |
| RSS de Moldavia                    | Ocniţa                   | Mijaíl Koptilnikov          |
| RSS de Moldavia                    | Comrat                   | Andréi Lupan                |
| RSS de Moldavia                    | Cahul                    | Vasili Pyrchu               |
| RSS de Moldavia                    | Rîbnița                  | Irina Pustyka               |
| RSS de Moldavia                    | Kishinevsk               | Tatiana Raivites            |
| RSS de Moldavia                    | Drokeyevsk               | Gerasim Rud                 |
| RSS de Moldavia                    | Bălți                    | Iván Russu                  |
| RSS de Moldavia                    | Dubossarsk               | Evdokia Sandul              |
| RSS de Moldavia                    | Orgievsk                 | Máksim Skurtul              |
| RSS de Moldavia                    | Florești                 | Dmitri Tkach                |
| RSS de Moldavia                    | Rezina                   | Maria Frunza                |
| RSS de Moldavia                    | Căuşeni                  | Kirill Tsurkan              |
| RSS de Moldavia                    | Lipcani                  | Iván Cheban                 |
| RSS de Moldavia                    | Tarakleisk               | Tamara Cheban               |
| RSS de Moldavia                    | Cornești                 | Nikolái Shchelokov          |
| RASS de Mordovia                   | Bolshebereznikovsk       | Semión Batiáyev             |
| RASS de Mordovia                   | Rybkinskii               | Praskovia Bogdashkina       |
| RASS de Mordovia                   | Temnikovsk               | Vasili Zhavoronkov          |
| RASS de Mordovia                   | Ruzayevsk                | Serguéi Iliushin            |
| RASS de Mordovia                   | Saransk                  | Iván Kulagin                |
| RASS de Mordovia                   | Krasnoslobodsk           | Ksenia Kuskova              |
| RASS de Mordovia                   | Torbeyevsk               | Serguéi Mityakin            |
| RASS de Mordovia                   | Ardatovsk                | Iván Ósipov                 |
| RASS de Mordovia                   | Kovilkinsk               | Mijaíl Selyukin             |
| RASS de Mordovia                   | Saransk                  | Tatiana Sujaya              |
| RASS de Mordovia                   | Atyashevsk               | Aleksándr Uzoykin           |
| Óblast Autónomo de Nagorno Karabaj | Aghdara                  | Pasha Arushanov             |
| Óblast Autónomo de Nagorno Karabaj | Stepanakert              | Rima Babayán                |
| Óblast Autónomo de Nagorno Karabaj | Shushinsk                | Yegishe Grigorián           |
| Óblast Autónomo de Nagorno Karabaj | Hadrut                   | Anna Gusumián               |
| Óblast Autónomo de Nagorno Karabaj | Martuni                  | Margo Movsisián             |
| RASS de Najicheván                 | Kuraj                    | Kurban Abasov               |
| RASS de Najicheván                 | Shahbuz                  | Iliás Abdullayev            |
| RASS de Najicheván                 | Najicheván               | Rubaba Alikuliyeva          |
| RASS de Najicheván                 | Dzhagrinsk               | Meibali Amiraslanov         |
| RASS de Najicheván                 | Julfa                    | Chimnaz Aslanova            |
| RASS de Najicheván                 | Abrakunisk               | Firangiz Ajmedova           |
| RASS de Najicheván                 | Najicheván               | Mustafa Gadzhi-Kasumov      |
| RASS de Najicheván                 | Tazakand                 | Guseyn Mamedov              |
| RASS de Najicheván                 | Norashensk               | Neymat Novruzov             |
| RASS de Najicheván                 | Ordubad                  | Leyla Ragimova              |
| RASS de Najicheván                 | Yengidzhinsk             | Memed Seidov                |
| RASS de Osetia del Norte           | Irafsk                   | Dzambolat Baskayev          |
| RASS de Osetia del Norte           | Mozdok                   | Iván Bocharov               |
| RASS de Osetia del Norte           | Alagirsk                 | Nester Margíyev             |
| RASS de Osetia del Norte           | Digorsk                  | Boris Ramonov               |
| RASS de Osetia del Norte           | Kírovsk                  | Vladímir Sarakayev          |
| RASS de Osetia del Norte           | Promyshlenni             | Arseni Safronov             |
| RASS de Osetia del Norte           | Arjonsk                  | Mijaíl Sevasiánov           |
| RASS de Osetia del Norte           | Pravoberezhnyy           | Zareta Fardzinova           |
| RASS de Osetia del Norte           | Leninsk                  | Tamara Jetagurova           |
| RASS de Osetia del Norte           | Kostá-Jetagúrovsk        | Jristofor Chibirov          |
| RASS de Osetia del Norte           | Zaterechnyi              | Aleksandra Sháposhnikova    |
| Óblast Autónomo de Osetia del Sur  | Znaur                    | Alekséi Gagiyev             |
| Óblast Autónomo de Osetia del Sur  | Staliniri                | Olga Guliyeva               |
| Óblast Autónomo de Osetia del Sur  | Staliniri                | Iván Kudzhiashvili          |
| Óblast Autónomo de Osetia del Sur  | Yava                     | Grigori Sanakoyev           |
| Óblast Autónomo de Osetia del Sur  | Leningor                 | Maria Tejova                |
| RSFS de Rusia                      | Gorkovsk                 | Stepan Akopov               |
| RSFS de Rusia                      | Tula-Riazán              | Andréi Andréiev             |
| RSFS de Rusia                      | Novosibirsk              | Iván Beneditkov             |
| RSFS de Rusia                      | Cheliábinsk              | Boris Beschev               |
| RSFS de Rusia                      | Moscú                    | Nikolái Bulganin            |
| RSFS de Rusia                      | Vorónezh                 | Aleksándr Vasilievski       |
| RSFS de Rusia                      | Leningrado               | Matvéi Zajárov              |
| RSFS de Rusia                      | Smolensk                 | Arseni Zvérev               |
| RSFS de Rusia                      | Kalinin                  | Iván Kairov                 |
| RSFS de Rusia                      | Ivanovski                | Alekséi Kosyguin            |
| RSFS de Rusia                      | Stalingrado              | Vasili Kuznetsov            |
| RSFS de Rusia                      | Lejano Oriente           | Rodión Malinovski           |
| RSFS de Rusia                      | Leningrado               | Maria Materikova            |
| RSFS de Rusia                      | Kazán                    | Artem Mikoyán               |
| RSFS de Rusia                      | Irkutsk                  | Mark Mitin                  |
| RSFS de Rusia                      | Stávropol                | Piótr Moskatov              |
| RSFS de Rusia                      | Kursk                    | Piótr Pospelov              |
| RSFS de Rusia                      | Omsk                     | Aleksándr Puzanov           |
| RSFS de Rusia                      | Ufimsk                   | Mijaíl Tarásov              |
| RSFS de Rusia                      | Kúibyshev                | Andréi Túpolev              |
| RSFS de Rusia                      | Moscú                    | Iván Jojlov                 |
| RSFS de Rusia                      | Sverdlovsk               | Nikolái Shvérnik            |
| RSFS de Rusia                      | Severni                  | Aleksándr Shelepin          |
| RSFS de Rusia                      | Krasnodar                | Dmitri Shepílov             |
| RSFS de Rusia                      | Rostov                   | Mijaíl Shólojov             |
| RASS Tártara                       | Novosheshminsk           | Mirgarifan Aziz             |
| RASS Tártara                       | Kazán-Mólotovsk          | Aleksándr Arbuzov           |
| RASS Tártara                       | Yelabuzhsk               | Gumer Bashírov              |
| RASS Tártara                       | Tetyushsk                | Aleksándr Yefrémov          |
| RASS Tártara                       | Chístopol                | Sania Iliánova              |
| RASS Tártara                       | Bugulminsk               | Mijaíl Maltsev              |
| RASS Tártara                       | Kazán-Leninsk            | Mijaíl Mamakin              |
| RASS Tártara                       | Menzelinsk               | Mutagar Nurgaliyev          |
| RASS Tártara                       | Zelenodolsk              | Pável Oreshin               |
| RASS Tártara                       | Kukmorsk                 | Anna Sóboleva               |
| RASS Tártara                       | Kazán                    | Gataulla Tazíyev            |
| RSS de Tayikistán                  | Panjakent                | Sadriddin Aini              |
| RSS de Tayikistán                  | Leninabad                | Abduvajob Aripov            |
| RSS de Tayikistán                  | Stalinabad               | Saida Ajadova               |
| RSS de Tayikistán                  | Jilikul                  | Dmitri Vishnevski           |
| RSS de Tayikistán                  | Zajmatabad               | Mujidin Dzhurayev           |
| RSS de Tayikistán                  | Kök-Tash                 | Nazarsho Dodjúdoyev         |
| RSS de Tayikistán                  | Jorog                    | Alekséi Yevseyev            |
| RSS de Tayikistán                  | Gisor                    | Dzhurabek Iskandarov        |
| RSS de Tayikistán                  | Leninabad                | Adolat Ismailova            |
| RSS de Tayikistán                  | Oktiabrski               | Muradali Kambarov           |
| RSS de Tayikistán                  | Ordzhonikidzeabad        | Jodi Kinzhayev              |
| RSS de Tayikistán                  | Panjakent                | Jalifa Movliánova           |
| RSS de Tayikistán                  | Nov                      | Ona Nadirbabayeva           |
| RSS de Tayikistán                  | Shurabad                 | Safarali Nazarov            |
| RSS de Tayikistán                  | Stalinabad               | Evgeni Pavlovski            |
| RSS de Tayikistán                  | Qurghonteppa             | Nikolái Paramonov           |
| RSS de Tayikistán                  | Konibodom                | Dzhabbor Rasulov            |
| RSS de Tayikistán                  | Tojikobod                | Mirzo Rajmatov              |
| RSS de Tayikistán                  | Gharm                    | Zebo Saidsharipova          |
| RSS de Tayikistán                  | Isfara                   | Ulmas Saliyev               |
| RSS de Tayikistán                  | Shahriston               | Fatima Sanginova            |
| RSS de Tayikistán                  | Danghara                 | Ajmed Safarov               |
| RSS de Tayikistán                  | Tursunzoda               | Alekséi Surkov              |
| RSS de Tayikistán                  | Ura-Tyube                | Roza Jakimova               |
| RSS de Tayikistán                  | Tavildara                | Saida Jalikova              |
| RSS de Tayikistán                  | Tojikobod                | Aleksándr Chudesov          |
| RSS de Tayikistán                  | Kulob                    | Gavgar Sharipova            |
| RSS de Turkmenistán                | Baýmar-Aly               | Yusup Aga                   |
| RSS de Turkmenistán                | Kunya-Urgench            | Kara Alíyev                 |
| RSS de Turkmenistán                | Turkmen-Kalinski         | Kurbandurdi Atamuradov      |
| RSS de Turkmenistán                | Mary                     | Iván Berezin                |
| RSS de Turkmenistán                | Charshanginsk            | Vasili Vaskin               |
| RSS de Turkmenistán                | Asjabad-Leninsk          | Fiódor Grishayenkov         |
| RSS de Turkmenistán                | Tejen                    | Ovezmamed Dzhaparov         |
| RSS de Turkmenistán                | Stalinsk                 | Nurdzhumal Durdiyeva        |
| RSS de Turkmenistán                | Ýylanly                  | Orazgeldi Ersariyev         |
| RSS de Turkmenistán                | Tashauz                  | Dzhuma Karáyev              |
| RSS de Turkmenistán                | Mary                     | Kurbandursun Klicheva       |
| RSS de Turkmenistán                | Kazandzhiksk             | Aman Kurbanov               |
| RSS de Turkmenistán                | Chardzhousk              | Nobat Kutliyev              |
| RSS de Turkmenistán                | Kyzyl-Arvat              | Orazgul Mededova            |
| RSS de Turkmenistán                | Chardzhou                | Maria Meshkova              |
| RSS de Turkmenistán                | Kalininsk                | Aisoltan Mollayeva          |
| RSS de Turkmenistán                | Kaajkinsk                | Ata Muradov                 |
| RSS de Turkmenistán                | Kerki                    | Veli Mujatov                |
| RSS de Turkmenistán                | Krasnovodsk              | Balysh Ovezov               |
| RSS de Turkmenistán                | Asjabad-Andreevsk        | Anna Ovezova                |
| RSS de Turkmenistán                | Kaganóvichsk             | Akmamed Sariyev             |
| RSS de Turkmenistán                | Tajtinsk                 | Yazike Tailiyeva            |
| RSS de Turkmenistán                | Nebit-Dag                | Redzhep Janov               |
| RSS de Turkmenistán                | Asjabad-Stalinsk         | Murat Chuletov              |
| RSS de Turkmenistán                | Ýolöten                  | Jezret Shirmamedov          |
| Óblast Autónomo Tuvano             | Shagonarsk               | Sat Dukezhek                |
| Óblast Autónomo Tuvano             | Chadán                   | Dongak Nastik-Dorzhu        |
| Óblast Autónomo Tuvano             | Kyzylsk                  | Lidia Nuzhdina              |
| Óblast Autónomo Tuvano             | Kyzyl-Mazhalyk           | Karaool Chavidak            |
| Óblast Autónomo Tuvano             | Kyzylsk                  | Aleksándr Chimba            |
| RSS de Ucrania                     | Cherkasy                 | Galina Burkatskaya          |
| RSS de Ucrania                     | Krasnograd               | Grigori Butenko             |
| RSS de Ucrania                     | Jmelnitsky               | Maria Voloshina             |
| RSS de Ucrania                     | Vínnitsa                 | Anna Gravilyuk              |
| RSS de Ucrania                     | Kirovogrado              | Aleksándr Gitalov           |
| RSS de Ucrania                     | Rovensk                  | Iván Grushetski             |
| RSS de Ucrania                     | Járkov                   | Vasili Dikan                |
| RSS de Ucrania                     | Drohobych                | Yulia Dyakun                |
| RSS de Ucrania                     | Zaporiyia                | Grigori Zubenko             |
| RSS de Ucrania                     | Úzhgorod                 | Olga Ivashchenko            |
| RSS de Ucrania                     | Artemovsk                | Olga Kvitko                 |
| RSS de Ucrania                     | Voroshílovgrado          | Vasili Klimenko             |
| RSS de Ucrania                     | Dnipropetrovsk           | Demián Korotchenko          |
| RSS de Ucrania                     | Leópolis                 | Mijaíl Lazurenko            |
| RSS de Ucrania                     | Stanislav                | Yusin Lichuk                |
| RSS de Ucrania                     | Chernígov                | Iván Nazarenko              |
| RSS de Ucrania                     | Mykolaiv                 | Vadim Onishchenko           |
| RSS de Ucrania                     | Ternópol                 | Fiódor Znameniye            |
| RSS de Ucrania                     | Zhitómir                 | Máksim Rylski               |
| RSS de Ucrania                     | Stalinsk                 | Nikolái Serbinóvich         |
| RSS de Ucrania                     | Odesa                    | Aleksándr Skverniak         |
| RSS de Ucrania                     | Poltava                  | Mijaíl Stajurski            |
| RSS de Ucrania                     | Kiev                     | Pável Tychina               |
| RSS de Ucrania                     | Úzhgorod                 | Iván Turiánitsa             |
| RSS de Ucrania                     | Izmaíl                   | Iván Filíppov               |
| RSS de Ucrania                     | Sumy                     | Konstantín Tsybenko         |
| RASS de Udmurtia                   | Izhevsk-Azinsk           | Iván Beloborodov            |
| RASS de Udmurtia                   | Sarapul                  | Nikolái Bychkov             |
| RASS de Udmurtia                   | Kezsk                    | Semión Voronchijin          |
| RASS de Udmurtia                   | Mozhginsk                | Arseni Karavayev            |
| RASS de Udmurtia                   | Yarsk                    | Maria Korepanova            |
| RASS de Udmurtia                   | Uvinsk                   | Galina Leontieva            |
| RASS de Udmurtia                   | Grajovsk                 | Nikolái Órejov              |
| RASS de Udmurtia                   | Vótkinsk                 | Stepan Pankov               |
| RASS de Udmurtia                   | Glázov                   | Serguéi Pismenski           |
| RASS de Udmurtia                   | Izhevsk-Zhdanovsk        | Leonid Tebenkov             |
| RASS de Udmurtia                   | Izhevsk-Pastujovsk       | Dmitri Ustínov              |
| RSS de Uzbekistán                  | Taskent-Kirovsk          | Malik Abdurazakov           |
| RSS de Uzbekistán                  | Kokand                   | Zhumabái Adazhbayev         |
| RSS de Uzbekistán                  | Samarcanda               | Gueorgui Aleksándrov        |
| RSS de Uzbekistán                  | Katta-Kurgán             | Vasili Bilbas               |
| RSS de Uzbekistán                  | Taskent-Ordzhonikidzevsk | Evdokia Vizgalova           |
| RSS de Uzbekistán                  | Qarshi                   | Majpirat Dzhumayeva         |
| RSS de Uzbekistán                  | Bujará                   | Murat Dzhurabayev           |
| RSS de Uzbekistán                  | Turtkul                  | Vasili Yemtsov              |
| RSS de Uzbekistán                  | Kokand                   | Sobir Kamalov               |
| RSS de Uzbekistán                  | Ferganá                  | Tursun Kambarov             |
| RSS de Uzbekistán                  | Andiján                  | Serguéi Kanash              |
| RSS de Uzbekistán                  | Andiján                  | Tursunói Karimova           |
| RSS de Uzbekistán                  | Moshennichesk            | Rajmankul Kurbanov          |
| RSS de Uzbekistán                  | Urgench                  | Bikadzhan Madaminovo        |
| RSS de Uzbekistán                  | Taskent                  | Anna Maslova                |
| RSS de Uzbekistán                  | Leninsk                  | Mansur Mirza-Ajmédov        |
| RSS de Uzbekistán                  | Namangán                 | Nuritdin Mujitdínov         |
| RSS de Uzbekistán                  | Namangán                 | Sirodzh Nurutdínov          |
| RSS de Uzbekistán                  | Termez                   | Zhuma Pirnazarov            |
| RSS de Uzbekistán                  | Bujará                   | Kamilla Rajmanova           |
| RSS de Uzbekistán                  | Samarcanda               | Sharof Rashídov             |
| RSS de Uzbekistán                  | Chimbay                  | Dzholimbet Seitniyázov      |
| RSS de Uzbekistán                  | Taskent-Leninsk          | Masuda Sultanova            |
| RSS de Uzbekistán                  | Yangiyo'l                | Jamrakul Tursunkulov        |
| RSS de Uzbekistán                  | Samarcanda               | Fiódor Shevchenko           |
| RSS de Uzbekistán                  | Djizaks                  | Nor Yakubov                 |
| RASS de Yakutia                    | Kolimá                   | Konstantín Andriánov        |
| RASS de Yakutia                    | Ust-Maysk                | Roman Vasiliev              |
| RASS de Yakutia                    | Bulunsk                  | Vasili Virdilin             |
| RASS de Yakutia                    | Tattinsk                 | Mijaíl Gólikov              |
| RASS de Yakutia                    | Vilyuysk                 | Tatiana Dmitrieva           |
| RASS de Yakutia                    | Namski                   | Daniil Kiprianov            |
| RASS de Yakutia                    | Yakutia                  | Aleksándr Márkov            |
| RASS de Yakutia                    | Aldansk                  | Iván Mélnikov               |
| RASS de Yakutia                    | Nyurbinsk                | Mijaíl Mijáilov             |
| RASS de Yakutia                    | Olekminsk                | Maria Nartajova             |
| RASS de Yakutia                    | Yakutia                  | Mijaíl Okoneshníkov         |
| RASS de Yakutia                    | Kolymá                   | Maria Tatayeva              |
| Circunscripción Militar            |                          | Semión Vasyguin             |
| Circunscripción Militar            |                          | Leonid Góvorov              |
| Circunscripción Militar            |                          | Filip Gólikov               |
| Circunscripción Militar            |                          | Vladímir Dzhandzhgava       |
| Circunscripción Militar            |                          | Pável Zhígarev              |
| Circunscripción Militar            |                          | Mijaíl Malinin              |
| Circunscripción Militar            |                          | Leonid Ojlópkov             |
| Circunscripción Militar            |                          | Anatoli Potemkin            |
| Circunscripción Nacional           | Koriakia                 | Gueorgui Békerev            |
| Circunscripción Nacional           | Ust-Ordá Buriatia        | Nadezhda Bituyeva           |
| Circunscripción Nacional           | Nenetsia                 | Afanasi Gudirev             |
| Circunscripción Nacional           | Evenkía                  | Mitrofán Kóinachonok        |
| Circunscripción Nacional           | Komi-Permiakia           | Iván Kotélnikov             |
| Circunscripción Nacional           | Aga-Buriatia             | Balzhinima Mazhiyev         |
| Circunscripción Nacional           | Taimiria                 | Aleksándr Paniúkov          |
| Circunscripción Nacional           | Janti-Mansi              | Jionia Pujlenkina           |
| Circunscripción Nacional           | Chukotka                 | Iván Rultitegin             |
| Circunscripción Nacional           | Yamalia-Nenetsia         | Yefim Yamzin                |